# Bầu cử tổng thống Hoa Kỳ 2016
Cuộc bầu cử tổng thống Hoa Kỳ năm 2016 diễn ra vào thứ ba, ngày 8 tháng 11 năm 2016, là cuộc bầu cử tổng thống thứ 58 liên tục bốn năm một lần trong lịch sử Hoa Kỳ. Cuộc bầu cử này bầu chọn một tổng thống và phó tổng thống. Người dân đã bầu chọn các đại cử tri, và dựa trên kết quả tại khu vực mà họ đại diện, những đại cử tri này đã chính thức bầu chọn tổng thống và phó tổng thống mới vào ngày 19 tháng 12 năm 2016. Theo như quy định trong Tu chính án thứ 22 của Hiến pháp, tổng thống đương nhiệm Barack Obama, người đã giữ chức vụ này 2 nhiệm kỳ, sẽ không được ứng cử lần thứ ba.
Cuộc bầu cử diễn ra cùng ngày với các cuộc bầu cử quốc hội (34 ghế thượng viện và tất cả 435 ghế hạ viện) và địa phương (12 chức vụ thống đốc và vô số cuộc trưng cầu dân ý) trong cuộc tổng tuyển cử Hoa Kỳ, 2016.
Doanh nhân Donald Trump từ New York, đã được đề cử làm ứng cử viên đại diện cho đảng Cộng hòa vào ngày 4 tháng 5 năm 2016 sau khi Thống đốc John Kasich từ Ohio rút khỏi cuộc bầu cử. Cựu ngoại trưởng Hillary Clinton từ New York, đã được đề cử làm ứng cử viên đại diện cho đảng Dân chủ vào ngày 6 tháng 6 năm 2016.
Kết quả cho thấy ông Trump đã giành đủ phiếu đại cử tri đoàn là 306, để đánh bại đối thủ của mình là bà Clinton. Vì thế, ông Trump đã được đắc cử tổng thống và ông đã được nhậm chức vào ngày 20 tháng 1 năm 2017, trở thành tổng thống thứ 45 của Hoa Kỳ.
Trong cuộc bỏ phiếu của đại cử tri vào ngày 19 tháng 12, bảy đại cử tri đã bỏ phiếu chống lại ứng cử viên họ cam kết: hai chống lại ông Trump và năm chống lại bà Clinton. Hơn ba đại cử tri đã cố gắng để bỏ phiếu chống lại bà Clinton nhưng được thay thế hoặc buộc phải bỏ phiếu một lần nữa. Cuối cùng, ông Trump đã nhận được 304 phiếu đại cử tri, còn bà Clinton đã nhận được 227 đại cử tri, Colin Powell đã nhận được 3 đại cử tri, và John Kasich, Ron Paul, Bernie Sanders, và Faith Spotted Eagle mỗi người chỉ nhận được một phiếu đại cử tri duy nhất.
Đây là lần thứ năm trong năm cuộc bầu cử tổng thống trong đó ứng cử viên chiến thắng đã mất phiếu phổ thông trên toàn quốc, và được coi là một trong những cuộc bầu cử gây ra nhiều tranh cãi nhất nhất trong lịch sử Hoa Kỳ.
Ông Trump là tổng thống đầu tiên mà không có bất kỳ kinh nghiệm chính trị nào và bà Clinton là người phụ nữ đầu tiên để trở thành ứng viên tổng thống của một đảng lớn của Hoa Kỳ.
Liên quan tới việc cáo buộc Nga chịu trách nhiệm cho loạt tấn công mạng nhằm vào các tổ chức chính trị của Mỹ trong cuộc bầu cử tổng thống này, ngày 28 tháng 12, tổng thống Barack Obama phát lệnh trục xuất 35 nghi phạm gián điệp của Nga và áp lệnh trừng phạt với hai cơ quan tình báo Nga.

## Ứng cử viên

### Đảng Dân chủ
Tổng thống đương nhiệm Barack Obama sau 2 nhiệm kỳ theo hiến pháp không thể ra tranh cử nữa. Phó tổng thống Joe Biden, người đã muốn đại diện đảng Dân chủ tranh cử tổng thống năm 2008, nhưng vào tháng 10 năm 2015 ông quyết định không ra tranh cử năm 2016.
Cựu ngoại trưởng Hillary Clinton, mà đã bị Obama đánh bại trong cuộc tranh cử để được chọn làm ứng cử viên tổng thống của đảng Dân chủ năm 2008, đã chính thức tuyên bố tranh cử vào tháng 4 năm 2015. Hillary Clinton, vợ của Tổng thống Bill Clinton (1993 đến 2001) – 8 năm là nữ phu nhân tổng thống Hoa Kỳ. Cuối tháng 11 năm 2014 Obama trong một cuộc phỏng vấn với đài ABC News cho là Hillary Clinton sẽ là một nữ tổng thống tài ba.
Ngày 29 tháng 4 năm 2015, Thượng nghị sĩ Bernie Sanders tuyên bố ứng cử. Sanders vào thời điểm đó không thuộc đảng nào, nhưng trước khi công bố ứng cử, ông đã thuộc nhóm đảng Dân chủ tại Thượng viện. Đến tháng 11 năm 2015, ông gia nhập Đảng Dân chủ. Ông tự cho mình là một người dân chủ xã hội chủ nghĩa và đại diện, không giống như Clinton, cho phái tả. Martin O'Malley (2007-2015 Thống đốc bang Maryland), Lincoln Chafee (cựu thống đốc và cựu Thượng nghị sĩ Rhode Iceland) và cựu Thượng nghị sĩ Jim Webb cũng công bố ứng cử, nhưng họ không bao giờ đạt được tỷ lệ phần trăm cao trong các cuộc thăm dò. Ngay sau khi cuộc tranh luận đầu tiên trên truyền hình của các ứng cử viên tổng thống dân chủ trong tháng 10 năm 2015, Webb và Chafee đã tuyên bố bỏ cuộc.
Còn tranh cử
- Hillary Clinton, cựu Ngoại trưởng Hoa Kỳ, Thượng nghị sĩ của bang New York và Đệ nhất phu nhân dưới thời tổng thống Bill Clinton.[8]

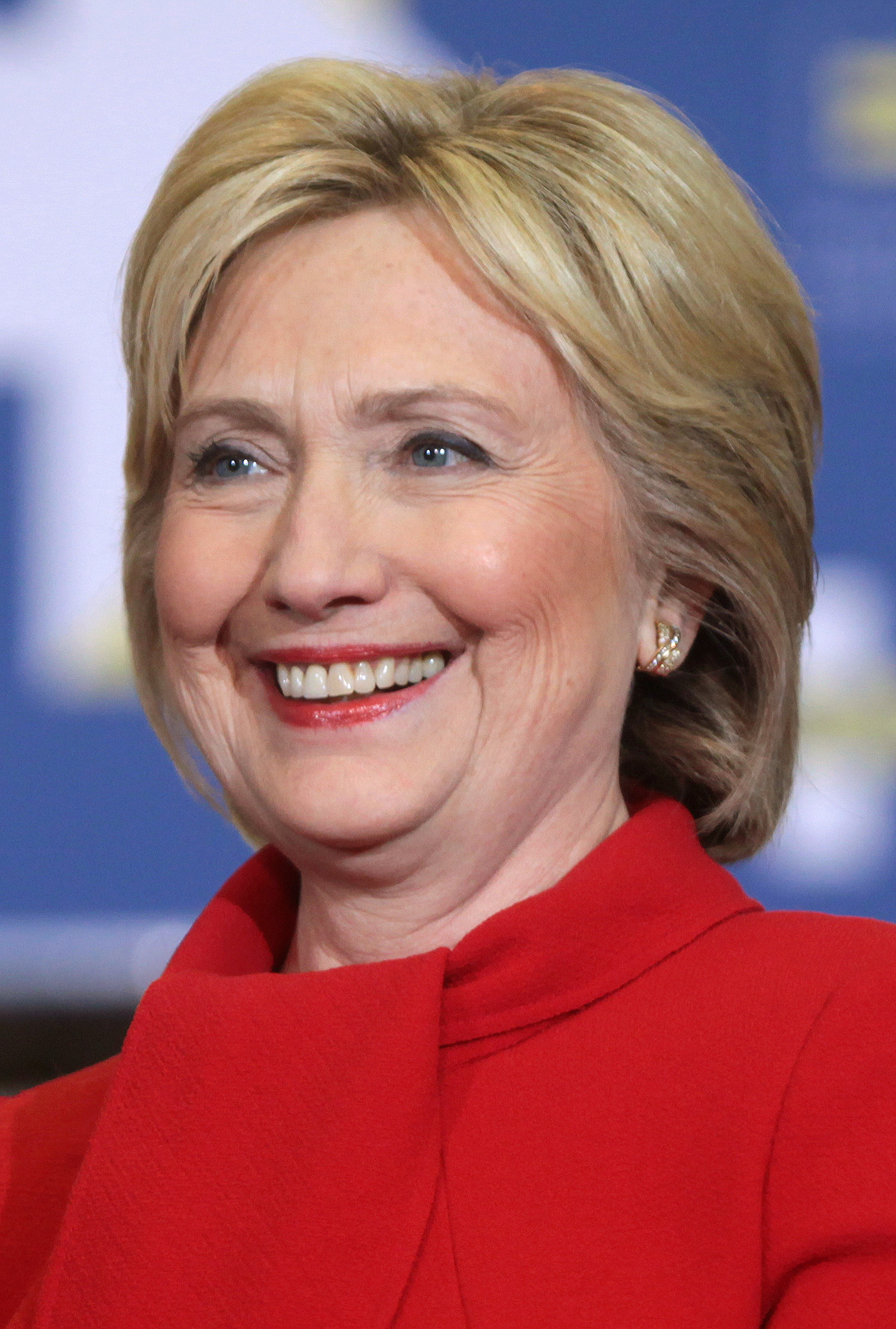
Hillary Clinton

Ứng cử viên bỏ cuộc
- Jim Webb, một cựu Bộ trưởng Hải quân và thượng nghị sĩ của bang Virginia (bỏ cuộc ngày 20 tháng 10 năm 2015) [9][10]
- Lincoln Chafee, cựu Thống đốc và Thượng nghị sĩ của bang Rhode Island (bỏ cuộc ngày 23 tháng 10 năm 2015) [11]
- Lawrence Lessig, giáo sư luật tại Trường Luật Harvard (Đại học Harvard) (bỏ cuộc ngày 2 tháng 11 năm 2015) [12]
- Martin O'Malley, cựu thống đốc bang Maryland và thị trưởng thành phố Baltimore (bỏ cuộc ngày 01 tháng 2 năm 2016) [13]
- Bernie Sanders, Thượng nghị sĩ của Vermont, từng là thành viên của Hạ viện và cựu thị trưởng thành phố Burlington (bỏ cuộc ngày 12 tháng 7 năm 2016) [14]

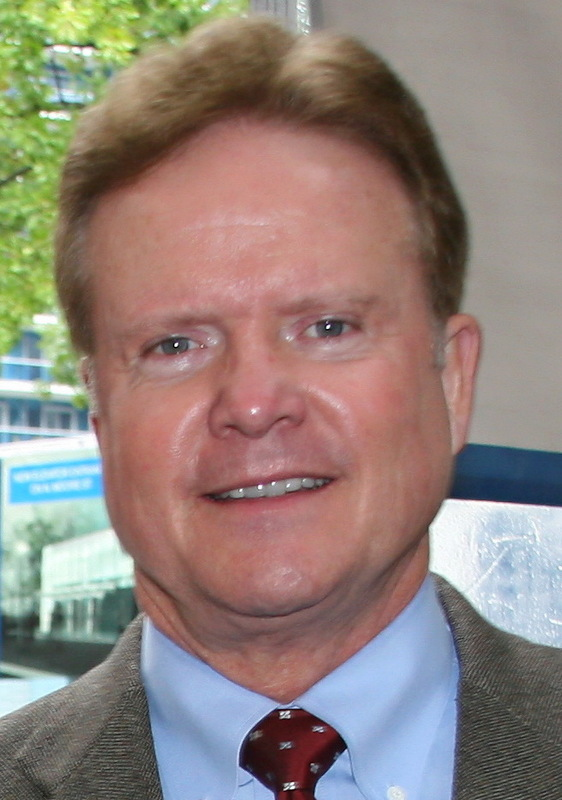
Jim Webb
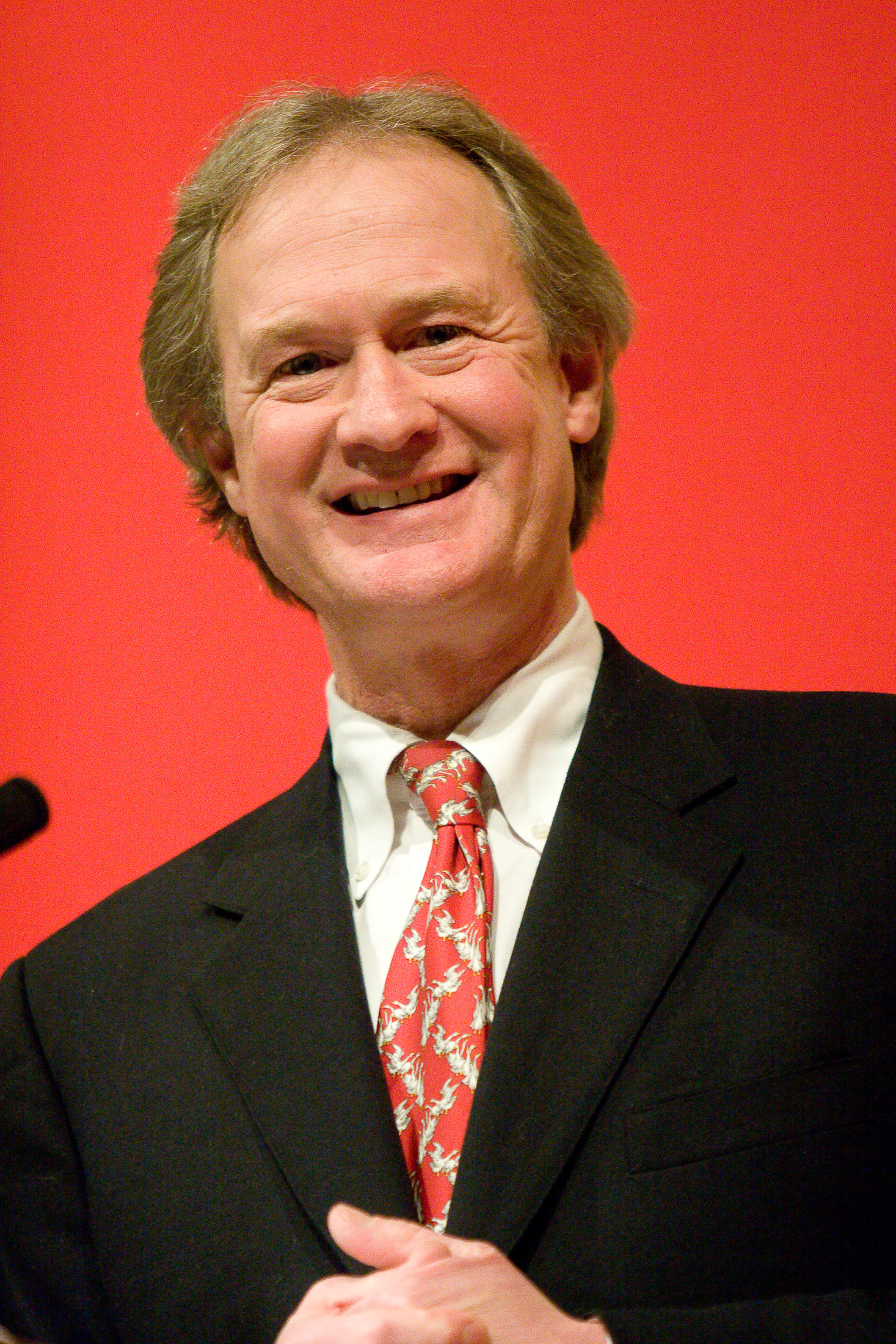
Lincoln Chafee
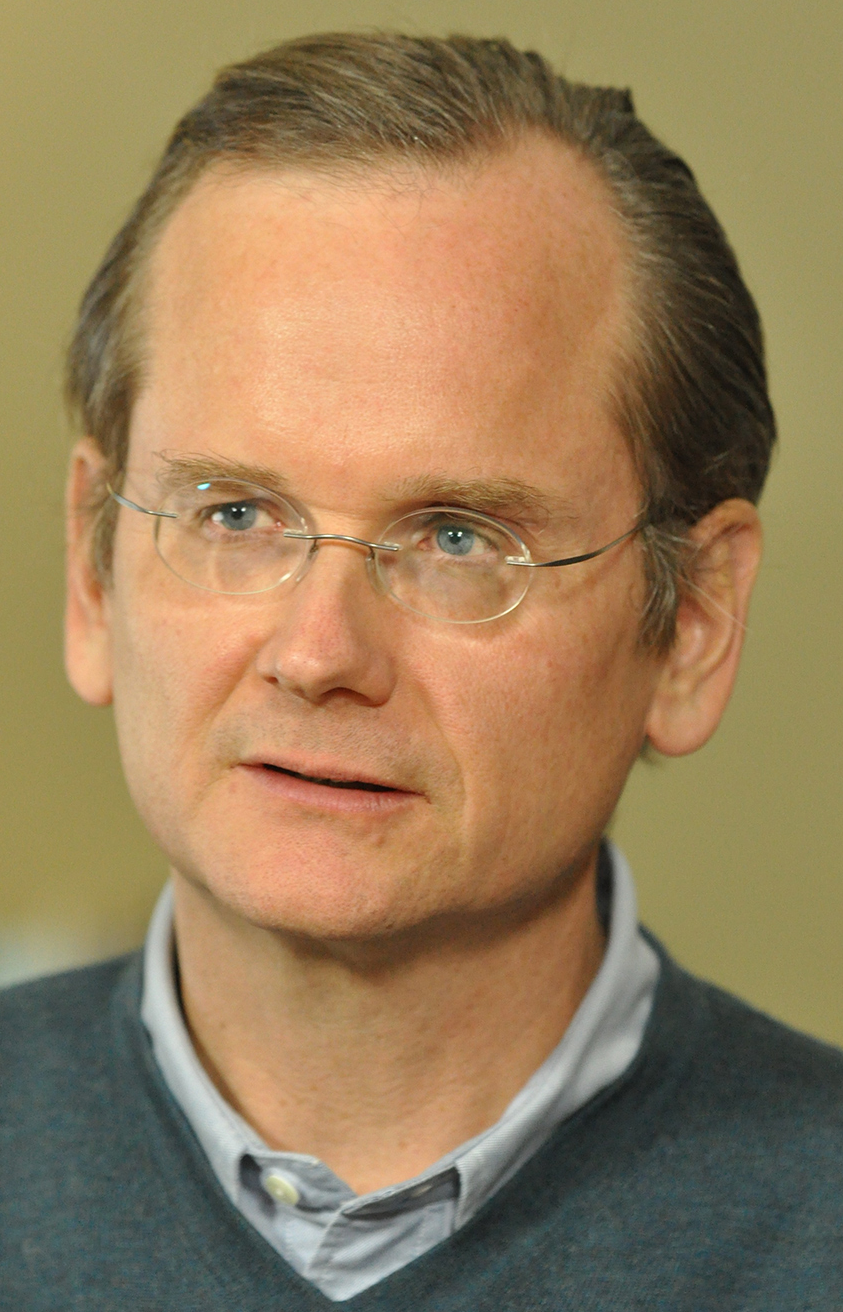
Lawrence Lessig
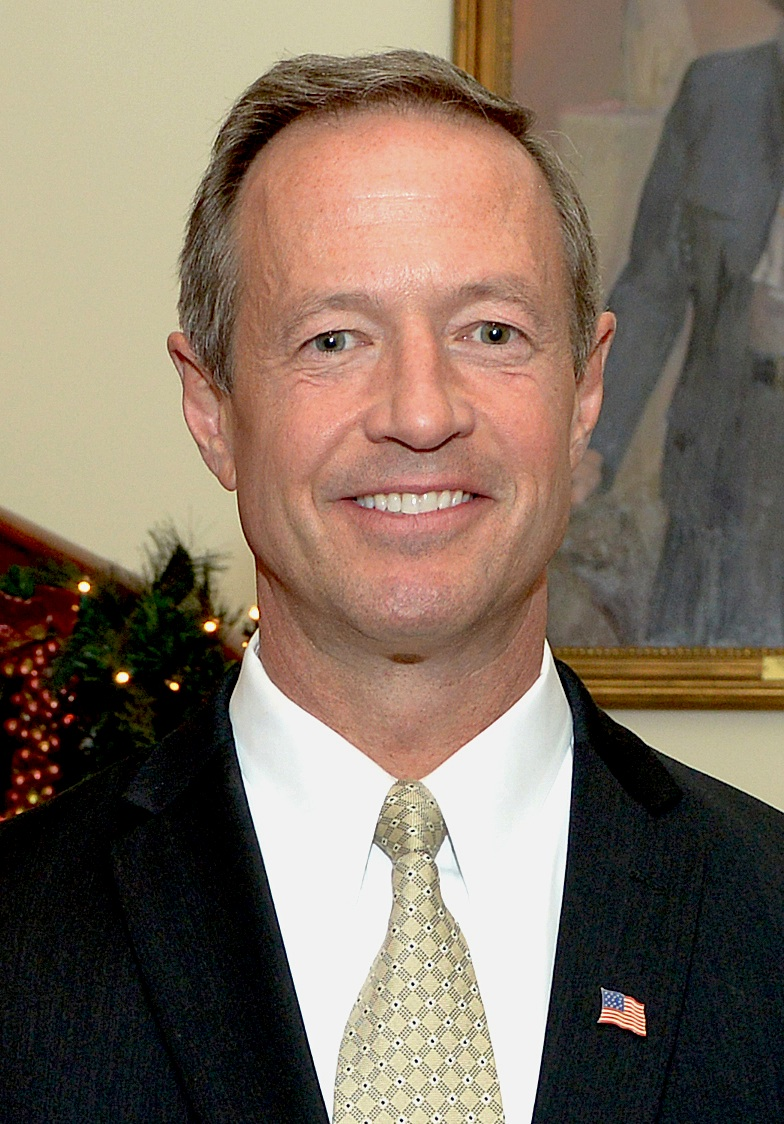
Martin O'Malley
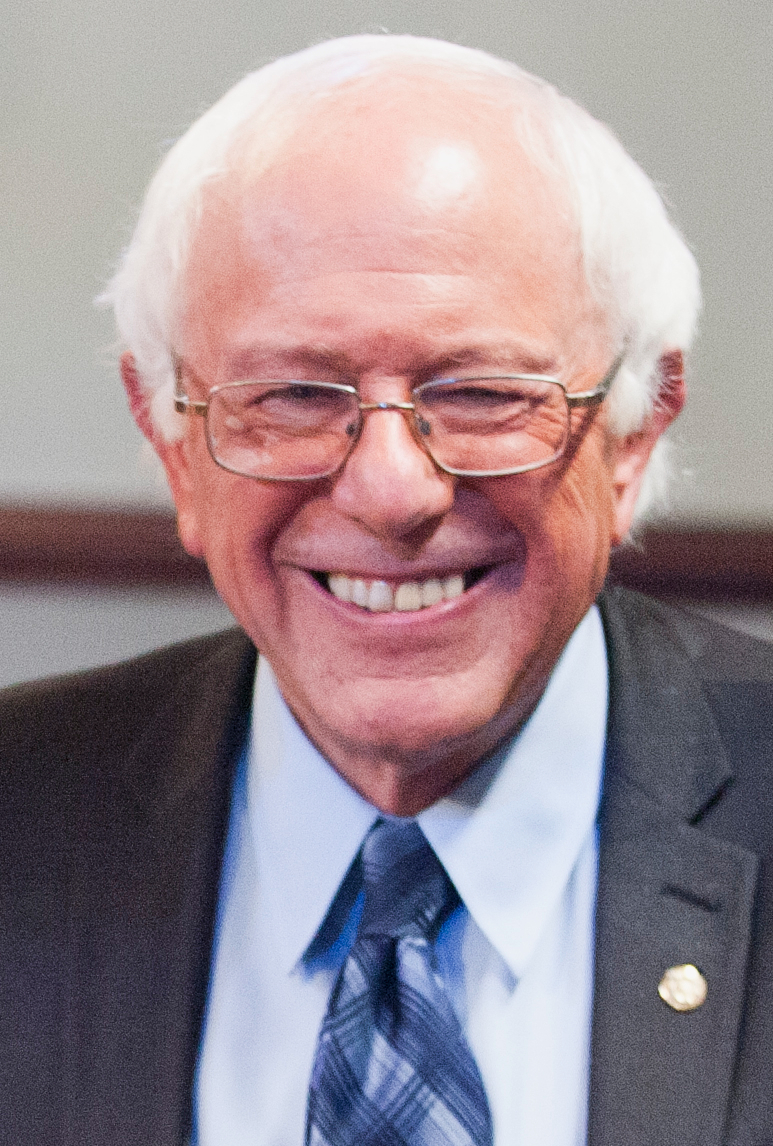
Bernie Sanders

### Đảng Cộng hòa
Trong đảng Cộng hòa Thượng nghị sĩ Texas Ted Cruz và thượng nghị sĩ ở Kentucky Rand Paul cũng như thượng nghị sĩ ở Florida Marco Rubio là các ứng cử viên chính thức. Tất cả ba ứng cử viên đều thân cận với phong trào Tea-Party. Trong khi Cruz được ưa chuộng bởi những người Evangelikalen, và Paul bởi những người theo chủ nghĩa tự do, Rubio có sự hỗ trợ của những người tân bảo thủ (Neocons).
Mitt Romney, thất bại trong cuộc bầu cử tổng thống Mỹ năm 2012, đầu năm 2015 tuyên bố sẽ không ra tranh cử. Như Romney, John McCain, người đã thất cử vào năm 2008, cũng không tham dự. McCain nói trong tháng 11 năm 2014, Jeb Bush, Lindsey Graham và Marco Rubio có thể là những ứng cử viên tốt cho chức vụ tổng thống.
Cho tới mùa thu năm 2015, các cuộc đấu tranh tiền bầu cử của đảng Cộng hòa đã đánh dấu một xu hướng chống lại cái gọi là "những quan chức trong đảng". Nhiều người ủng hộ đảng Cộng hòa coi những người này là quá xa cách và cáo buộc họ theo một chính sách phục vụ khách hàng, chứ không vì lợi ích của người dân. Những người được cho là sẽ dẫn đầu cuộc tranh cử như Jeb Bush hay Chris Christie đã mất đi rất nhiều sự ủng hộ trong nhiều cuộc thăm dò ý kiến.
Kể từ cuối tháng 7 năm 2015, doanh nhân nổi tiếng bất động sản tỷ phú Donald Trump chiếm ưu thế trong hầu hết các cuộc thăm dò ý kiến toàn quốc và tại các tiểu bang về các ứng cử viên tổng thống của đảng Cộng hòa. Trump gây nhiều xáo động chủ yếu là nhờ những tuyên bố gây nhiều tranh cãi về sự nhập cảnh bất hợp pháp và các cuộc tấn công mạnh bạo đối với những đối thủ cùng trong đảng. Chính trị cực đoan của ông cũng được rất nhiều báo chí quốc tế chú ý. Một phần Trump khác biệt đối với các ứng cử viên còn lại vì ông hầu như tự chi tiền cho cuộc vận động tranh cử của mình. Liên quan đến việc này, ông đã cáo buộc đối thủ của mình như Jeb Bush, là một "con rối" của những người ủng hộ tài chính cho ông. Ngoài Bush, các thượng nghị sĩ Ted Cruz và Marco Rubio cũng được sự ủng hộ của cử tri qua các cuộc thăm dò. Đến tháng 10 năm 2015, Bush được xếp hạng liên tục đằng sau Trump và trong một vài tiểu bang ông đã qua mặt Trump.
Đặc biệt là trước đó sau khi ông công bố ứng cử, cả các phương tiện truyền thông và các nhân vật cao cấp đảng Cộng hòa hầu như không ngờ đến sự vượt trội của Trump trong cuộc tranh cử như hiện thời. Bấy giờ một số nhà quan sát chính trị cho rằng Trump rất có thể sẽ được đề cử đại diện đảng Cộng hòa tranh cử tổng thống. Trump lôi cuốn được những người có đức hạnh đủ loại khác nhau và từ tất cả các tầng lớp xã hội, bởi vì ông nói "ngôn ngữ họ nói" và nhân danh một người "chống các chính trị gia" tấn công giới quan chức chính trị không được lòng dân. Ông định vị trí bản thân, tương tự như Richard Nixon vào cuối những năm 1960, là một ứng cử viên của một "đa số thầm lặng".
Sau khi Ted Cruz, đối thủ chính của Donald Trump, và John Kasich bỏ cuộc, thì Trump đã nắm chắc trong tay việc được chọn làm ứng cử viên tổng thống đại diện cho đảng Cộng Hòa ngay cả khi mà ông chưa nhận được ít nhất 1.237 số phiếu đại biểu để được chọn vì ngoài ông ra, thì không còn ai khác tranh cử chung với ông.
Công bố ứng cử
- Donald Trump, nhà doanh nghiệp và trùm tư bản bất động sản, Chủ tịch và Giám đốc điều hành của The Trump Organization.[24]

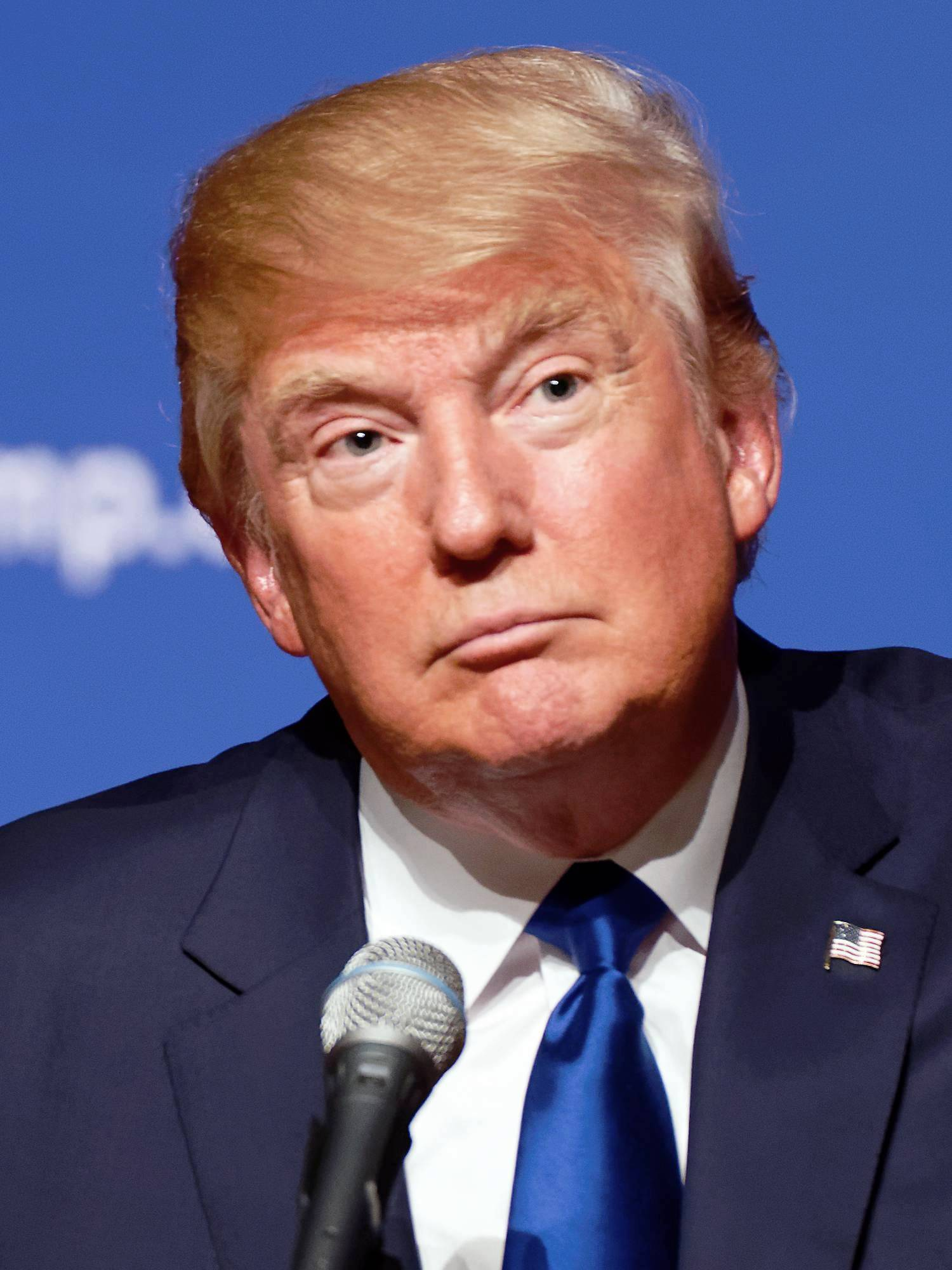
Donald Trump

Ứng cử viên bỏ cuộc

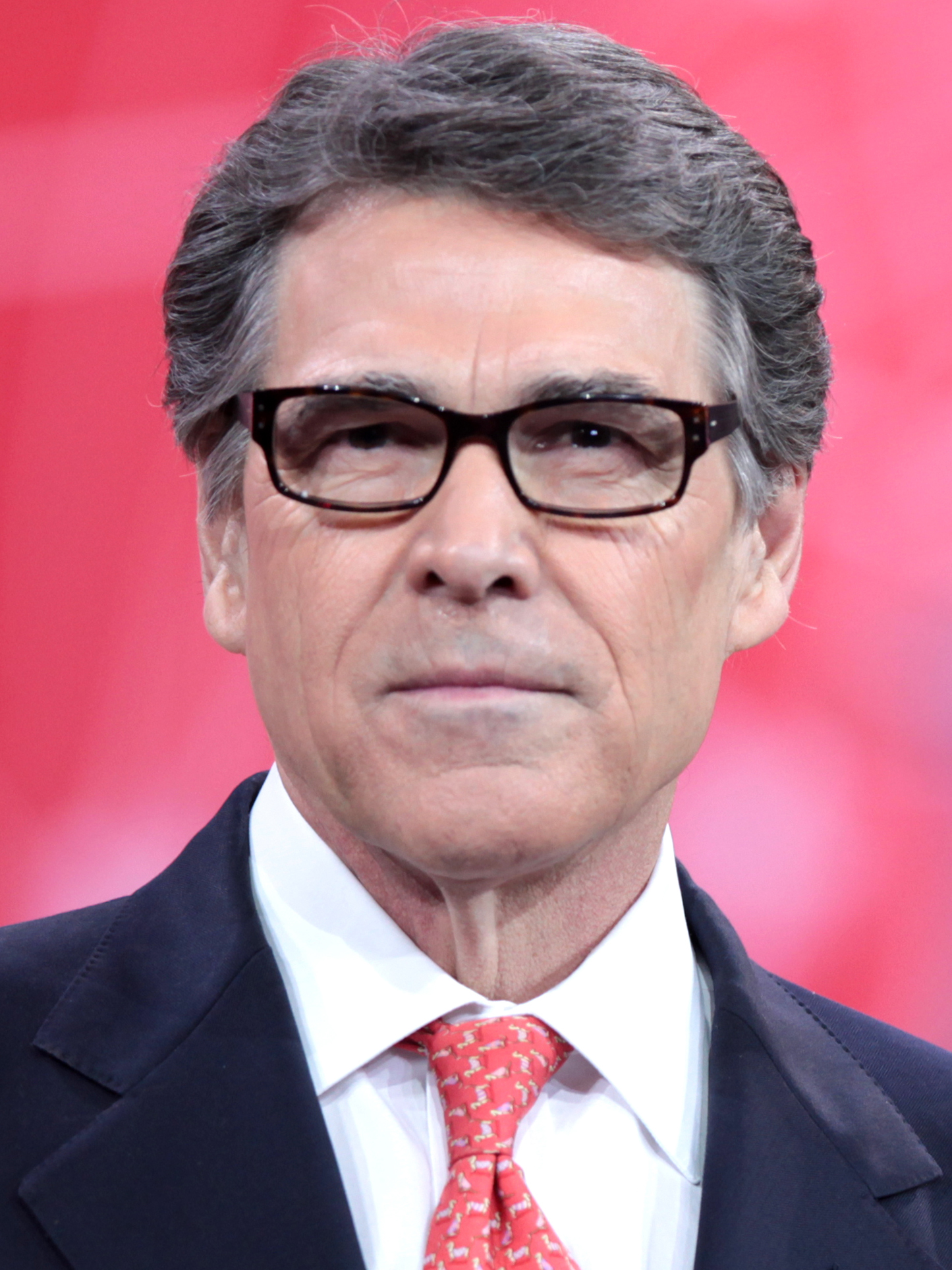
Rick Perry
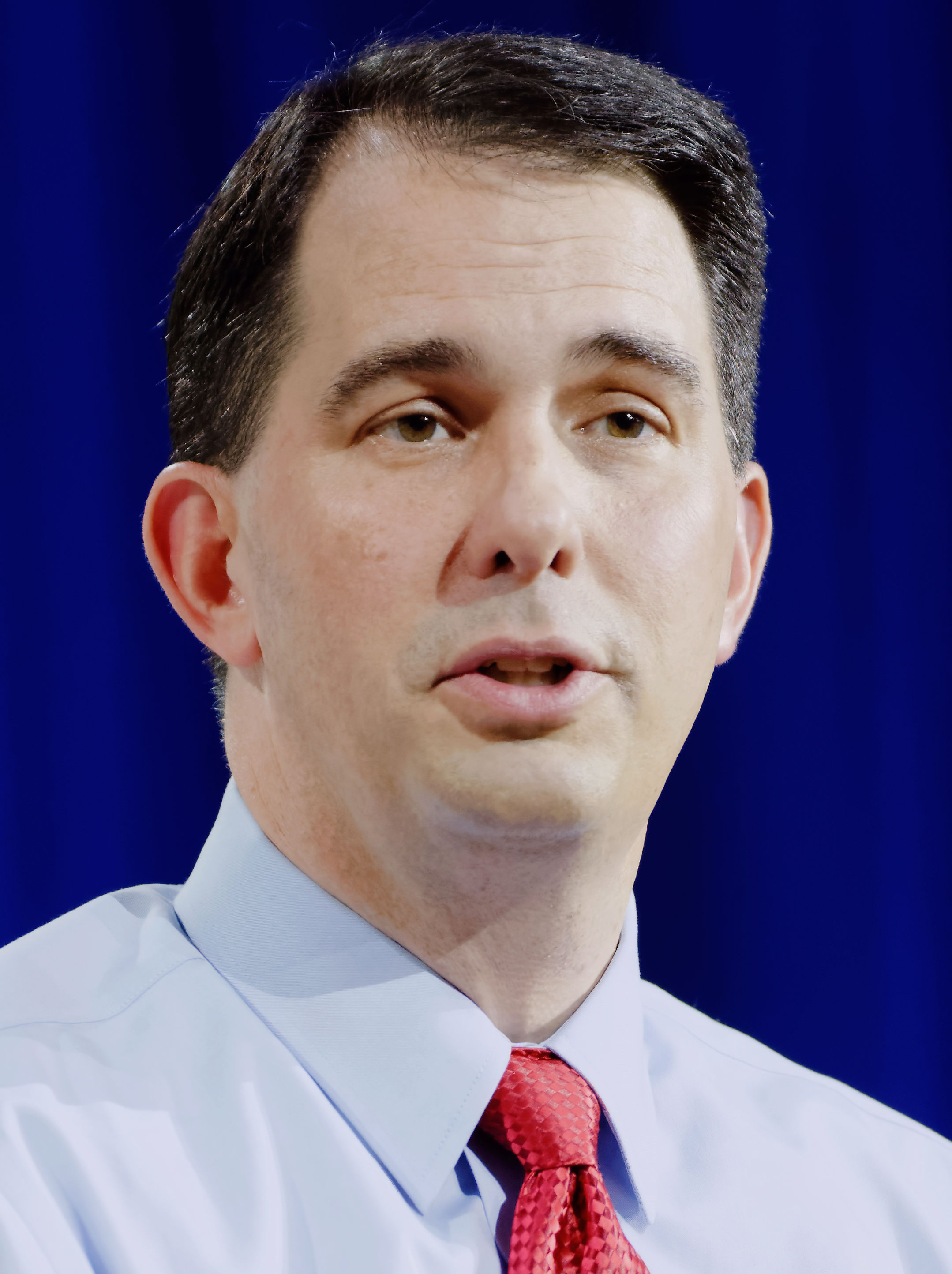
Scott Walker
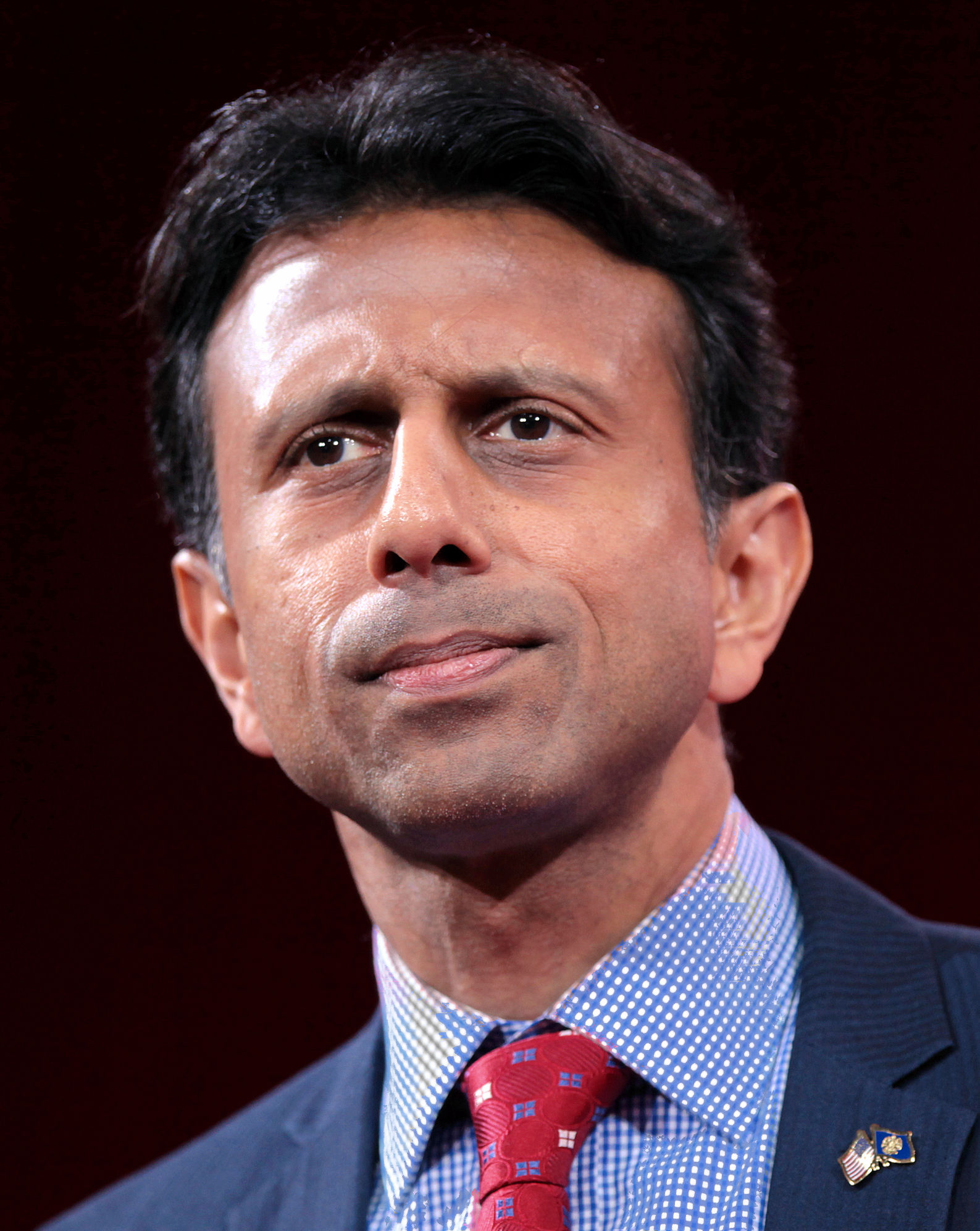
Bobby Jindal
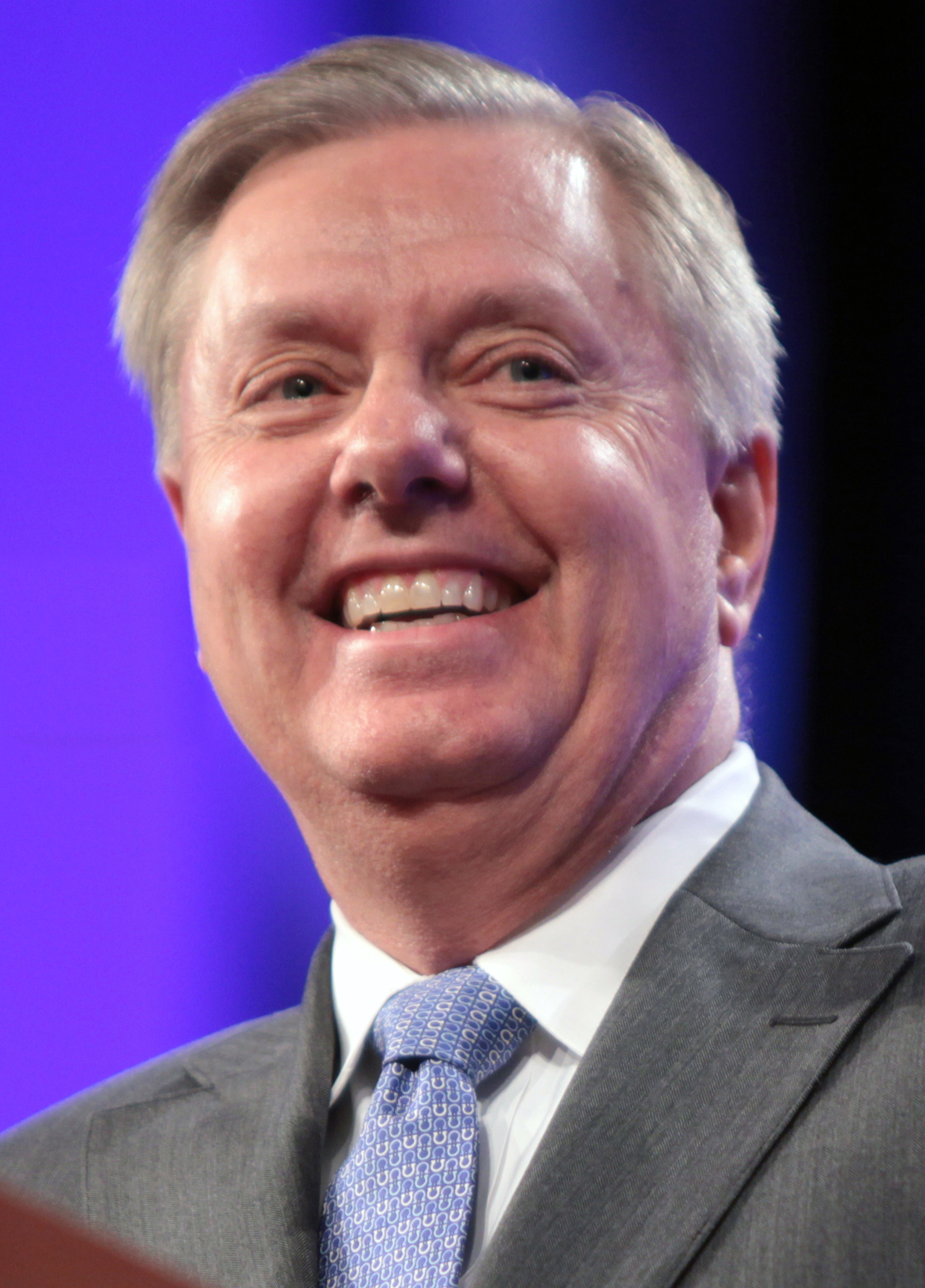
Lindsey Graham
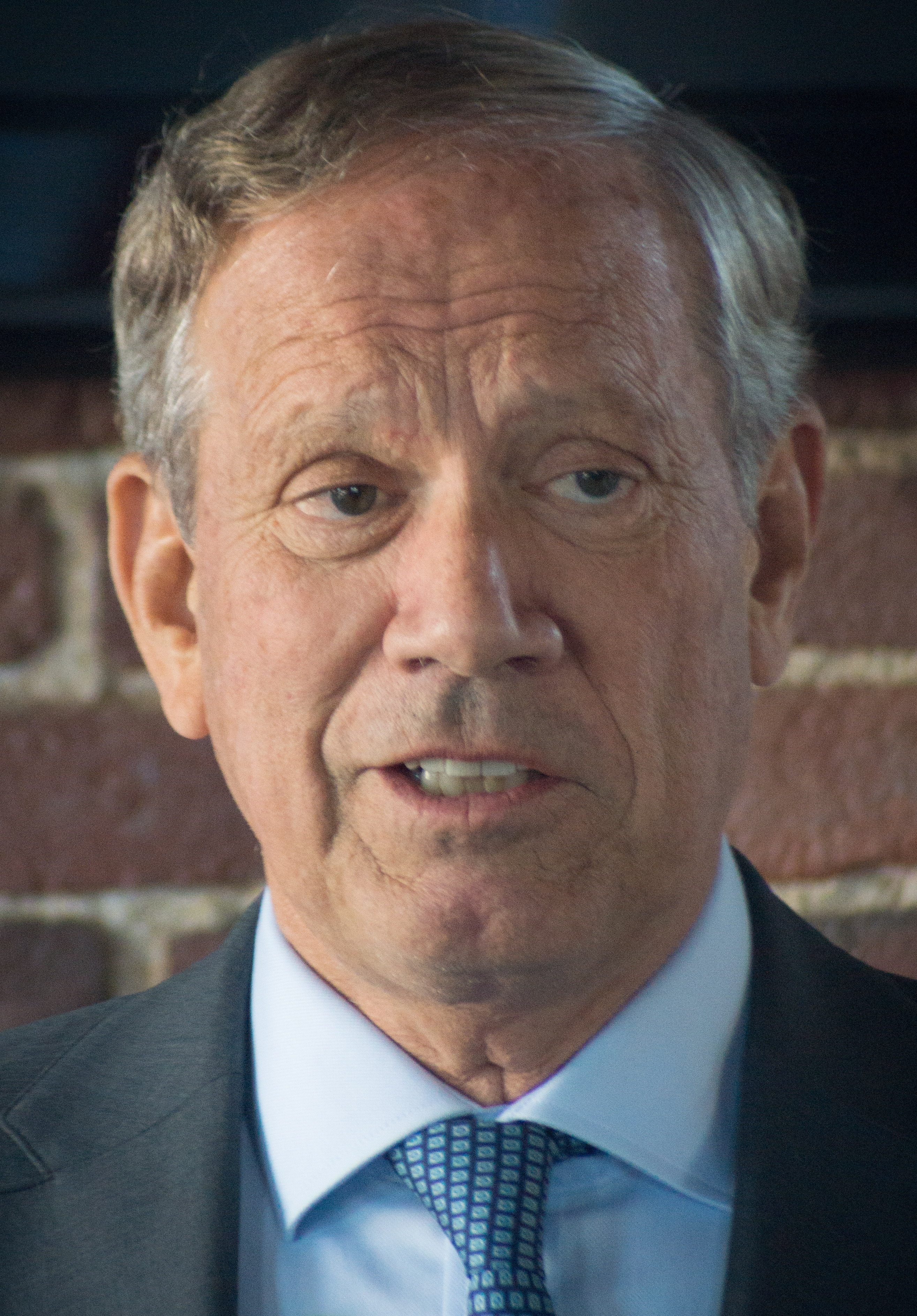
George Pataki
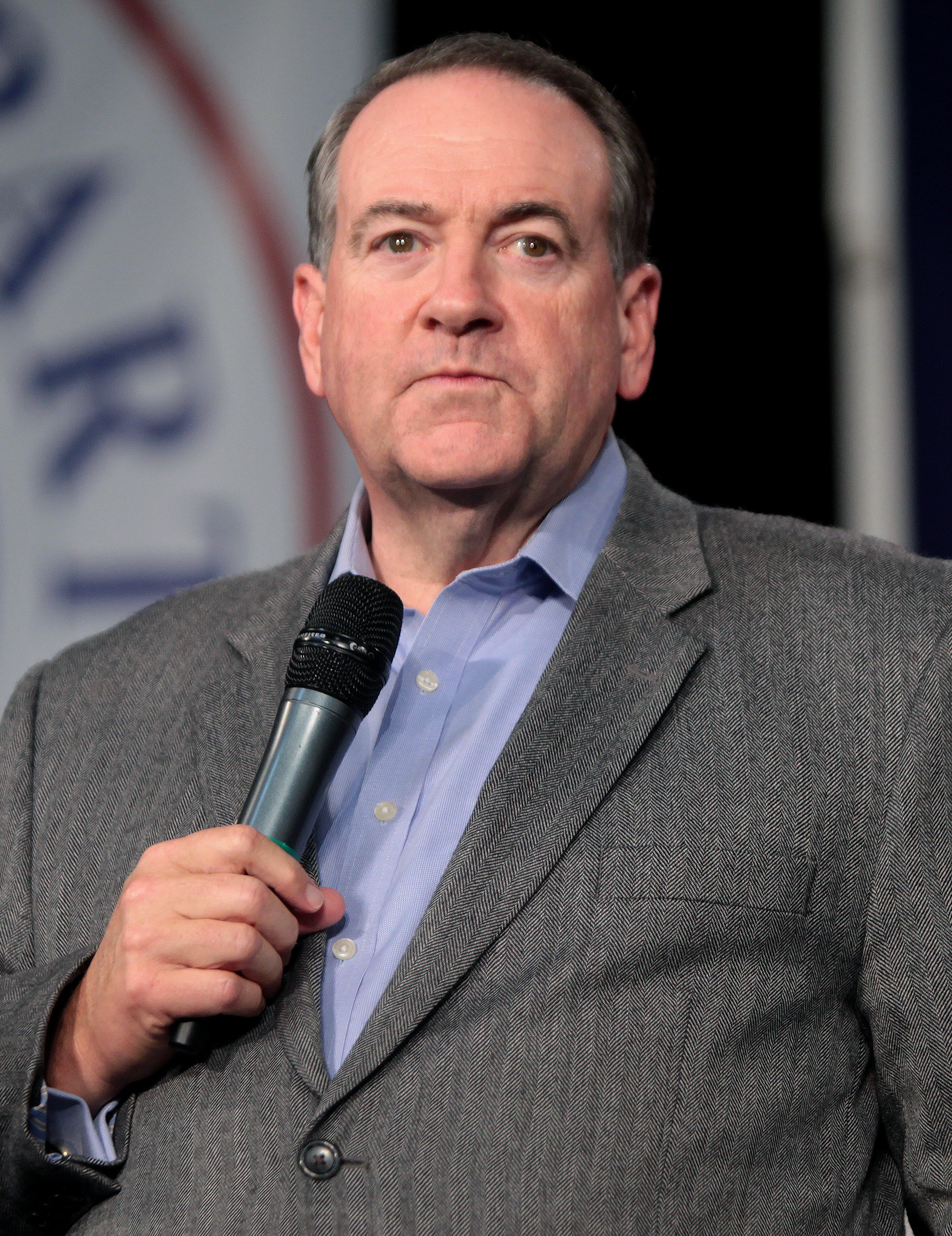
Mike Huckabee
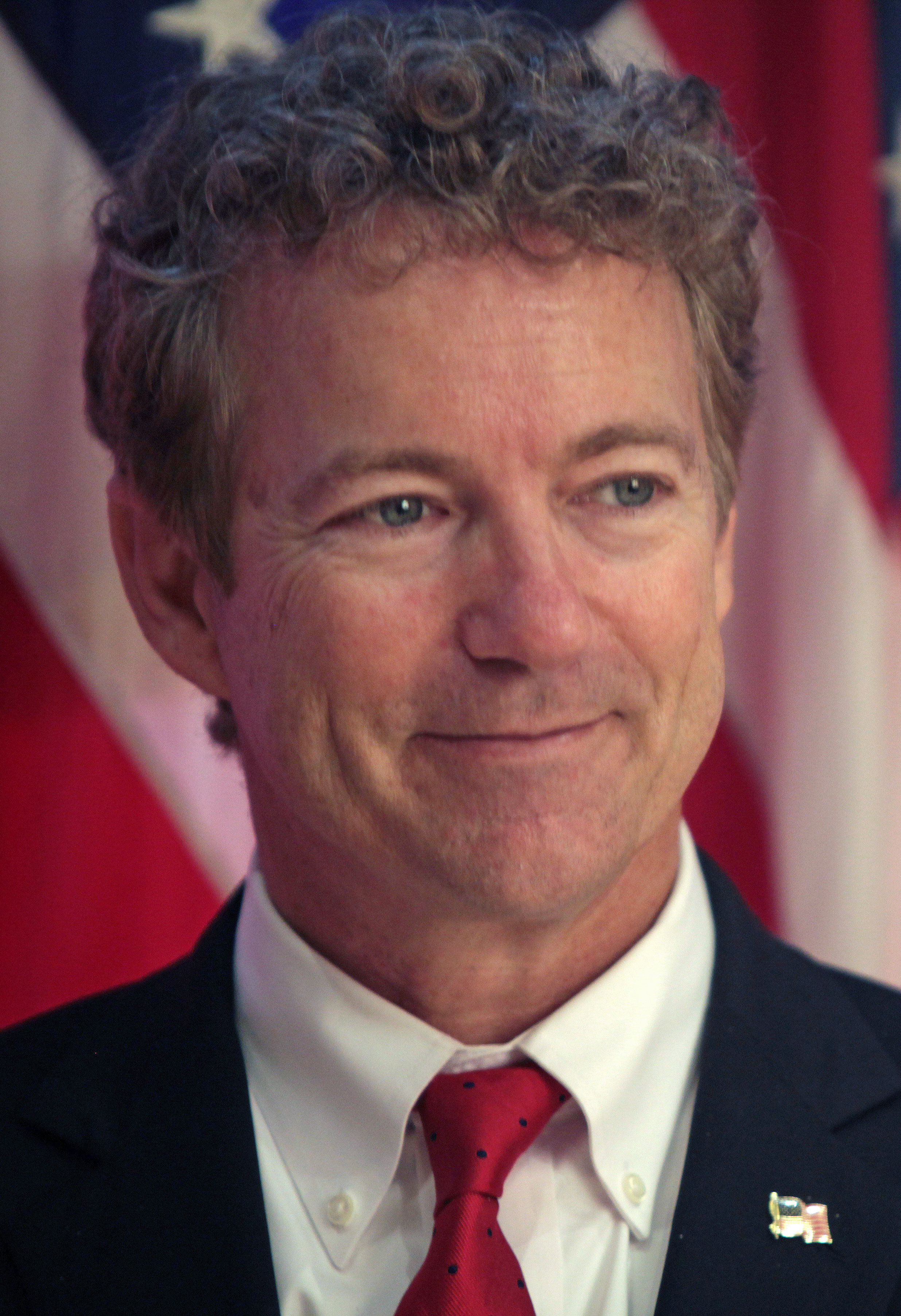
Rand Paul
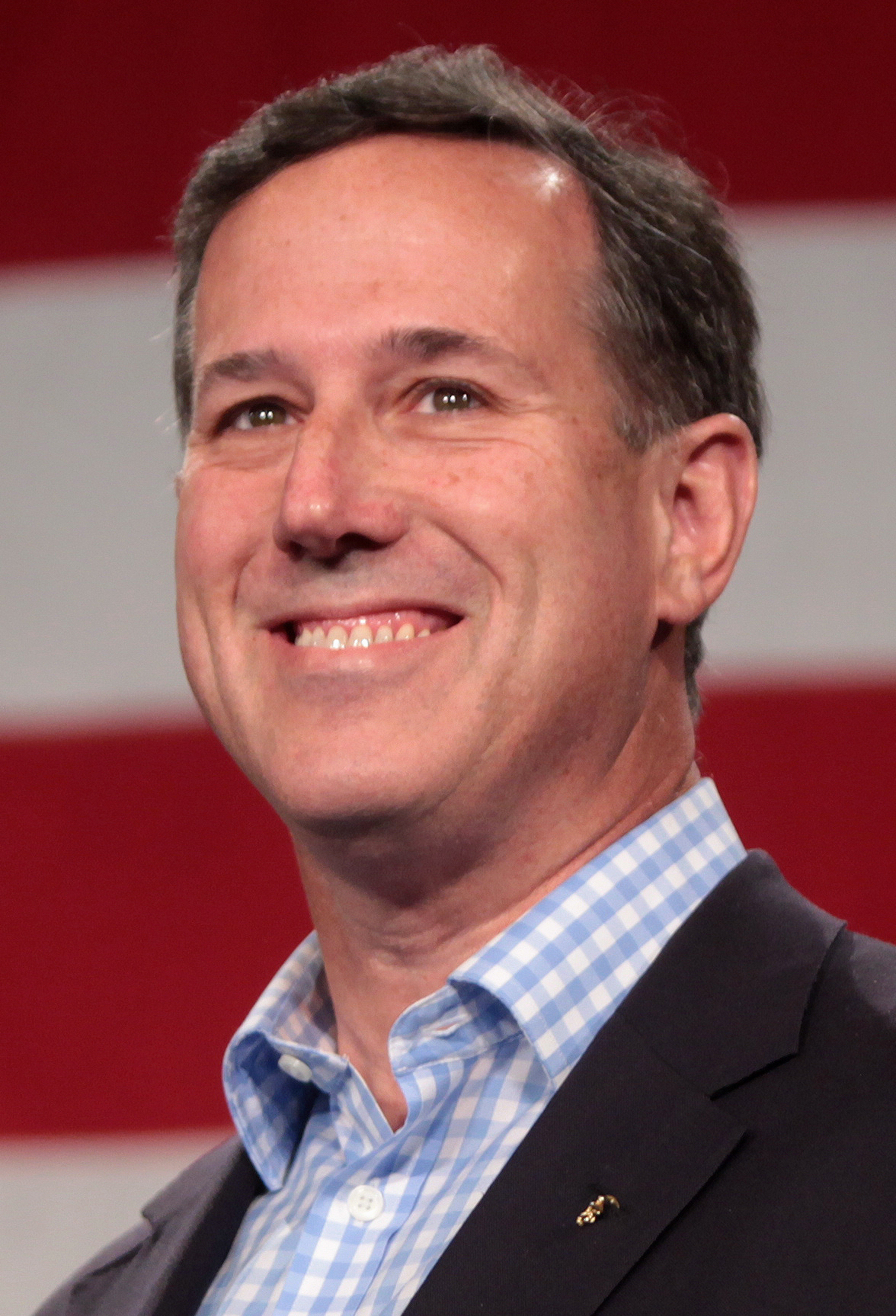
Rick Santorum
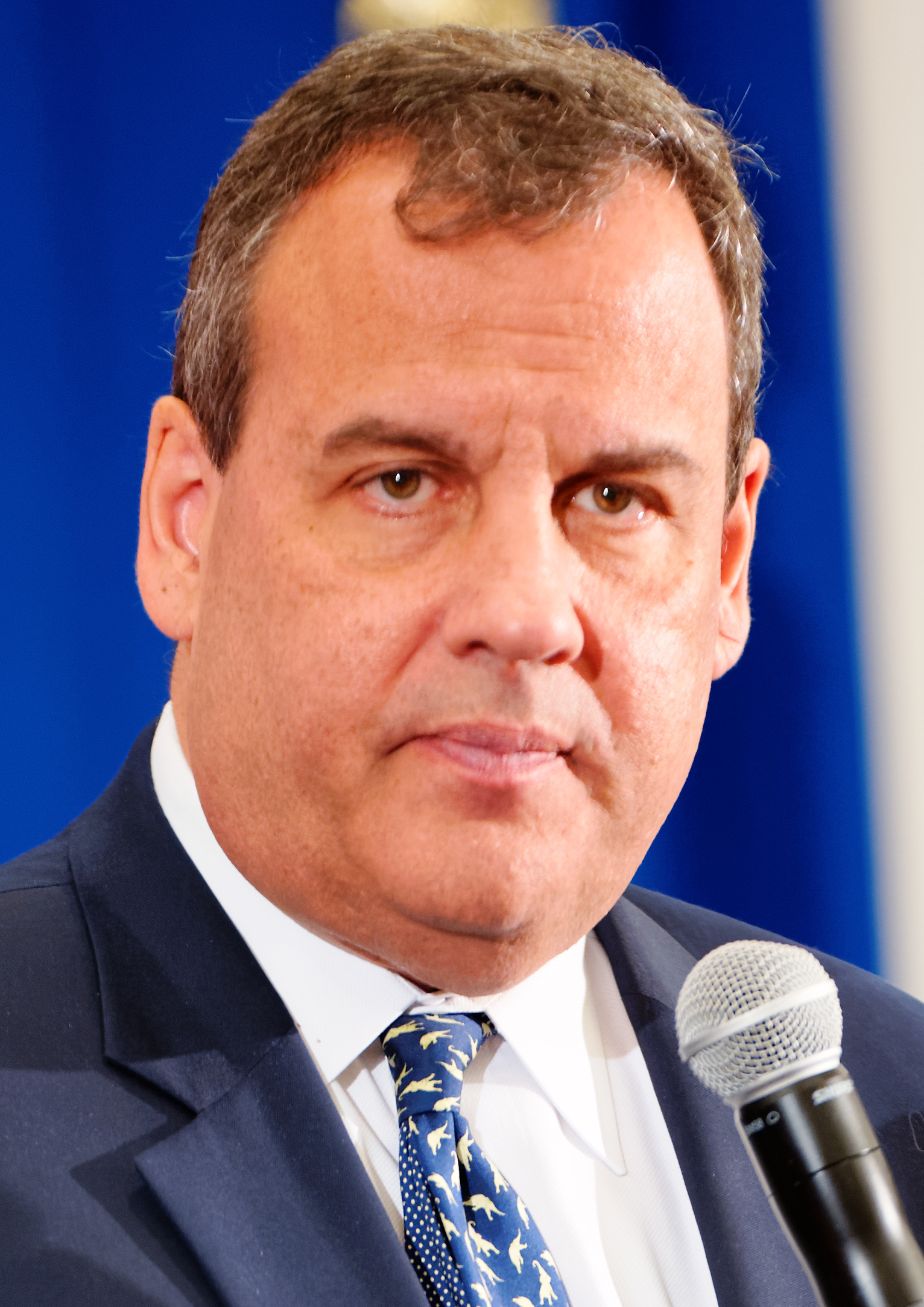
Chris Christie
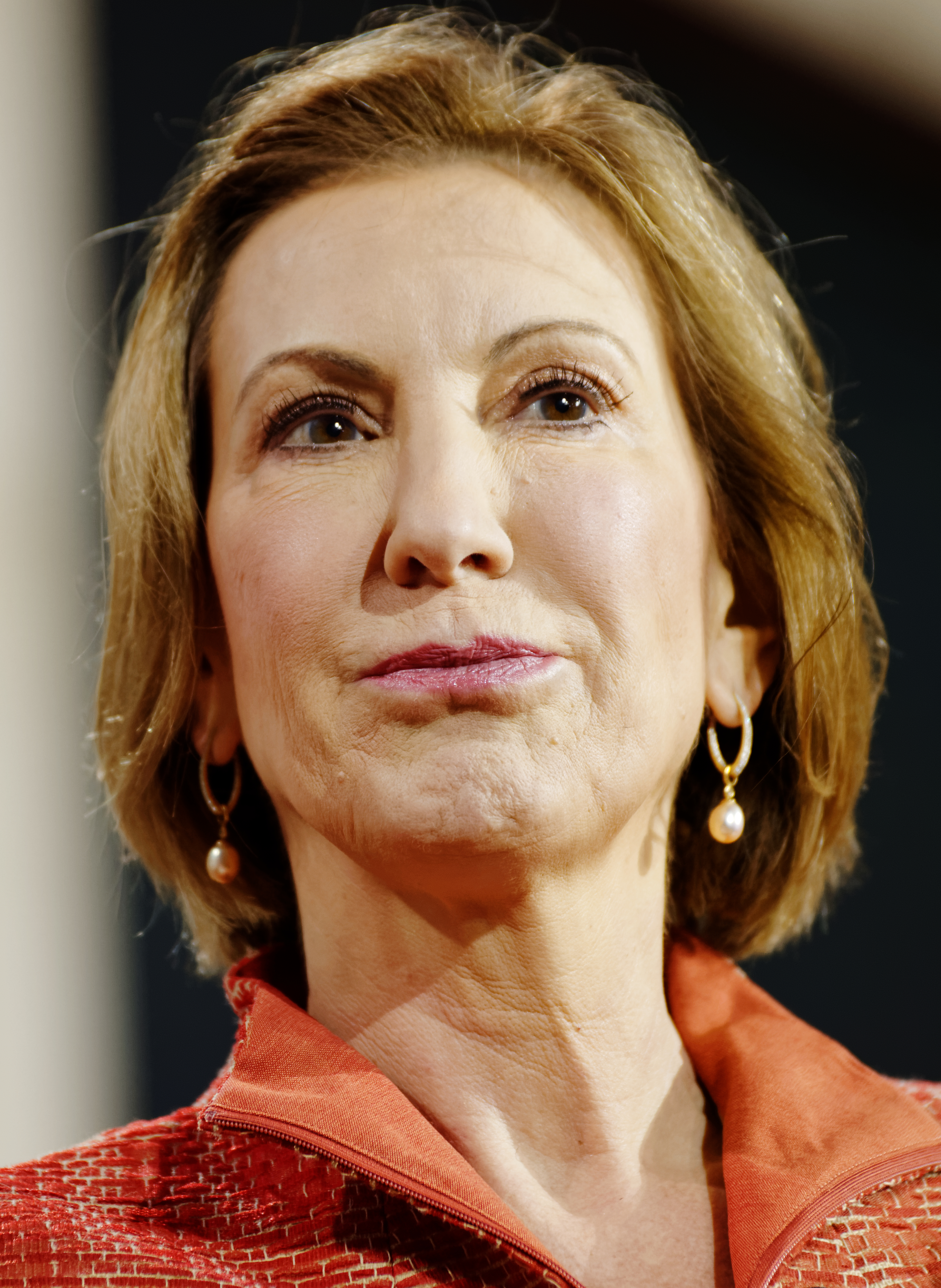
Carly Fiorina
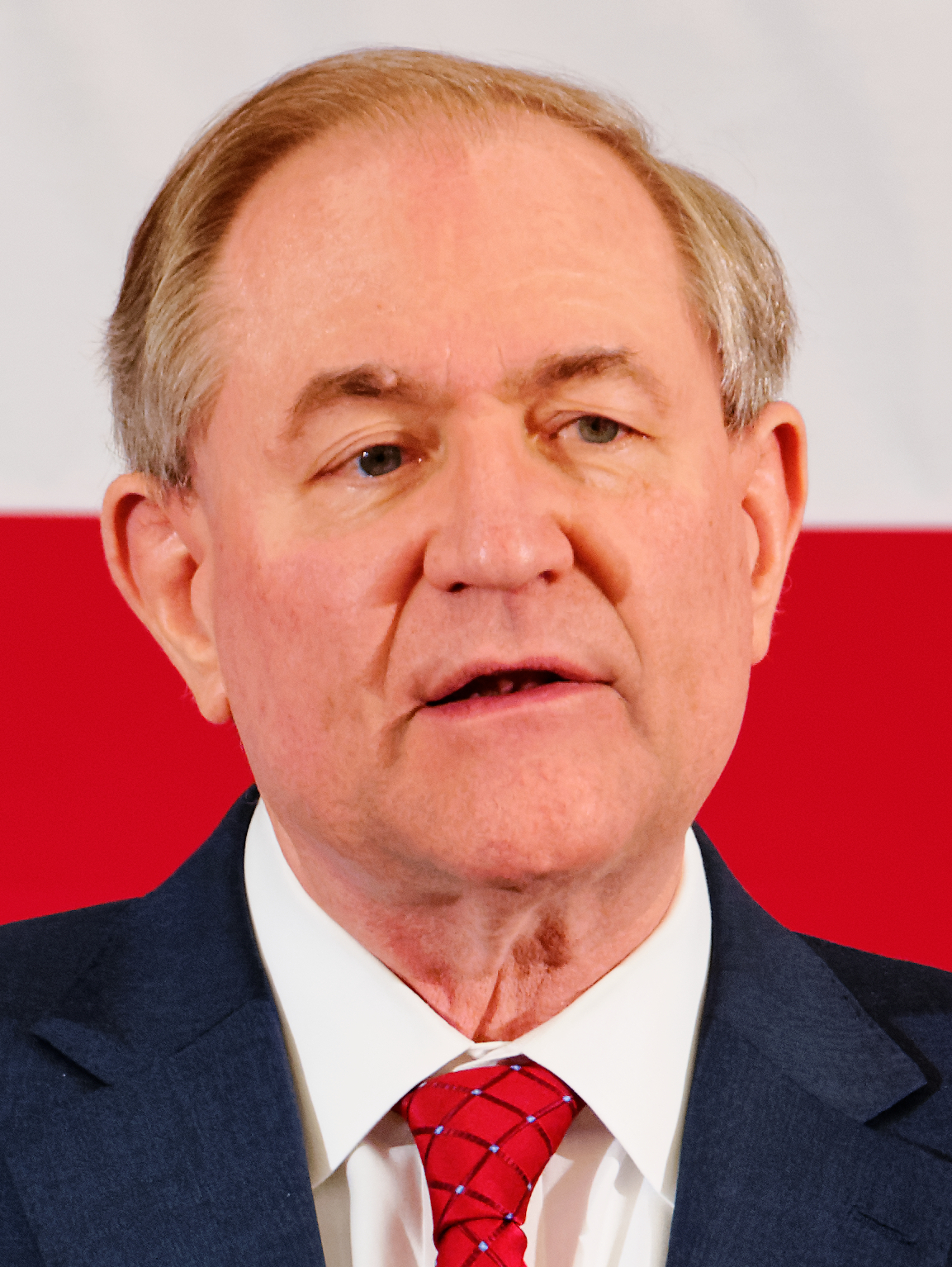
Jim Gilmore
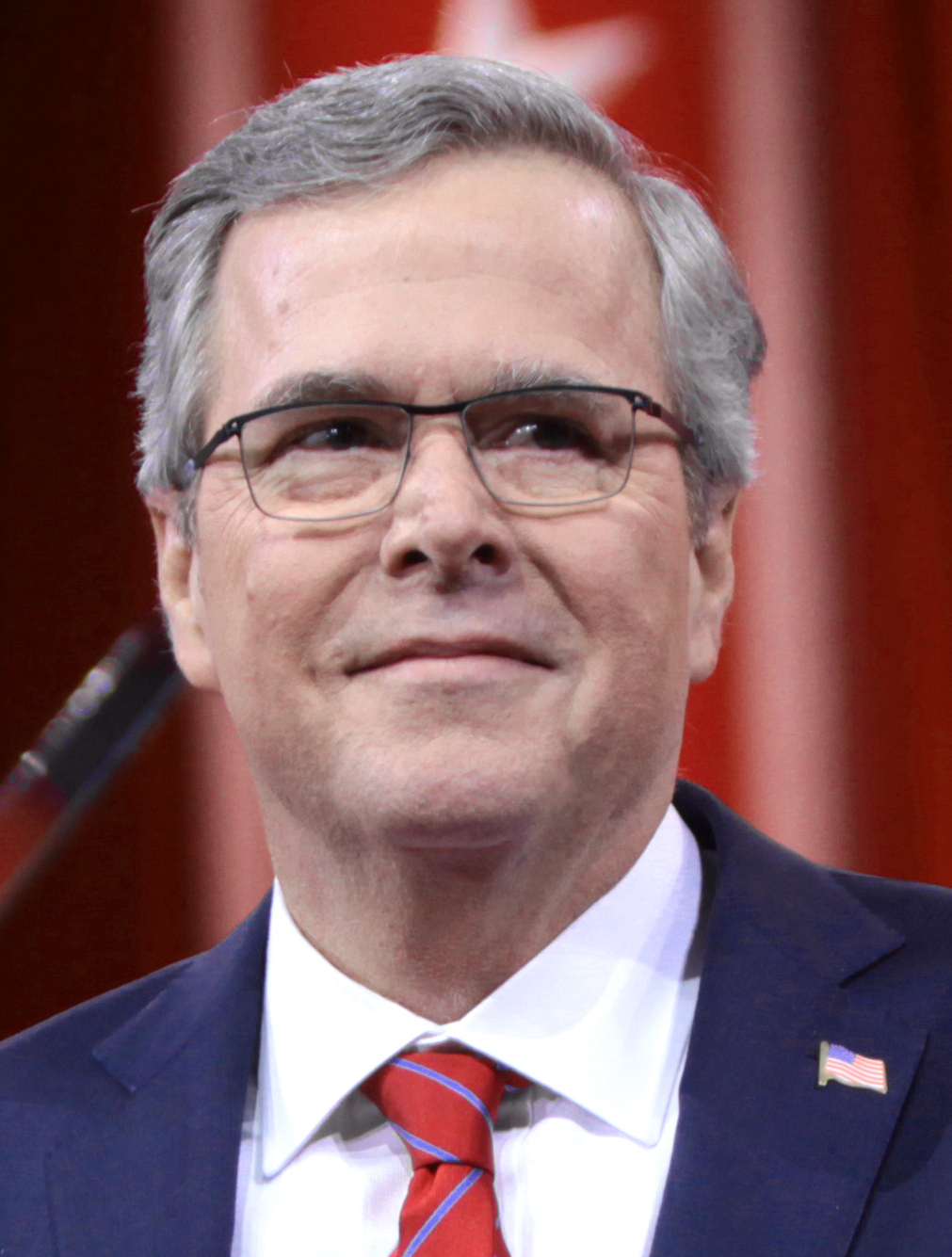
Jeb Bush
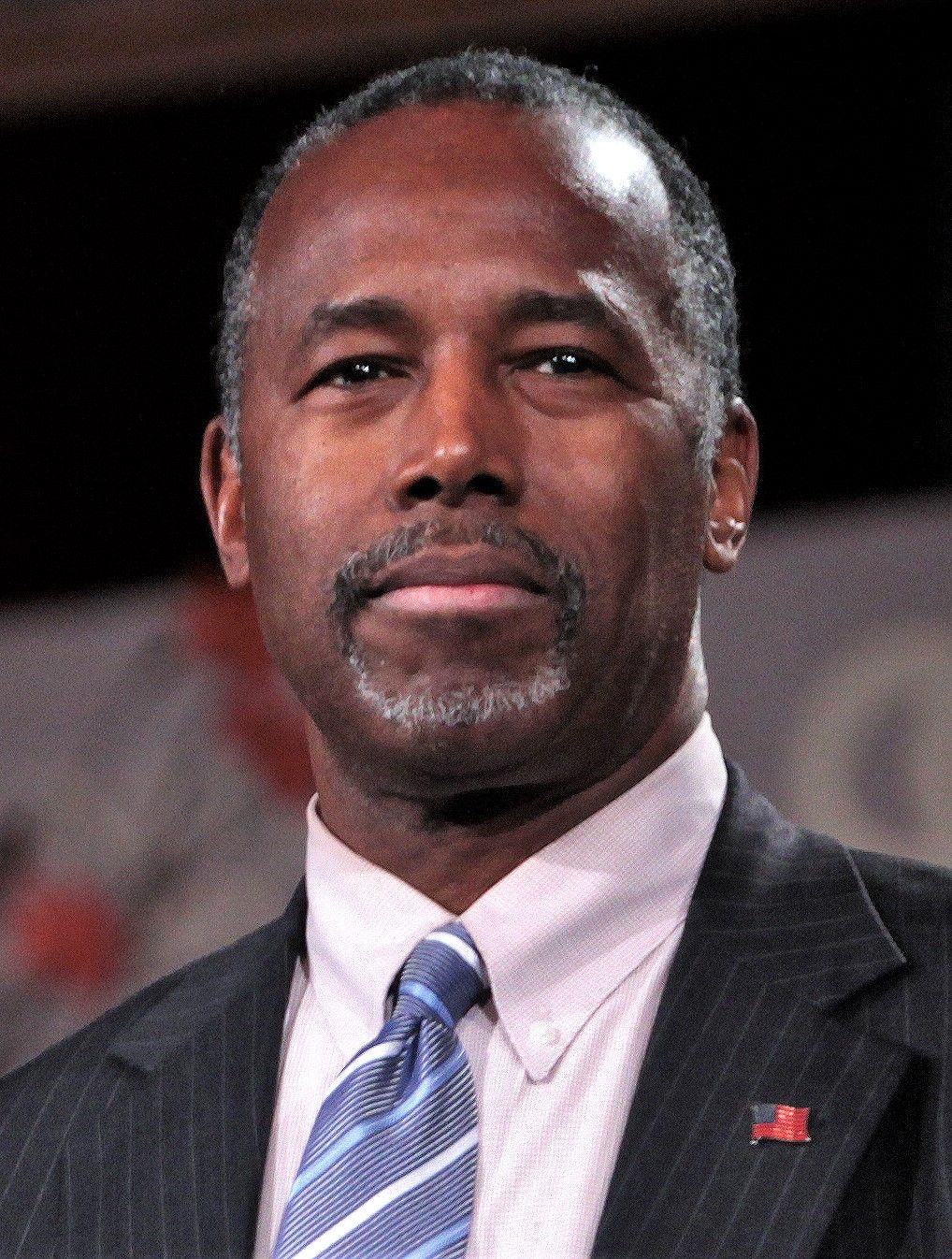
Ben Carson
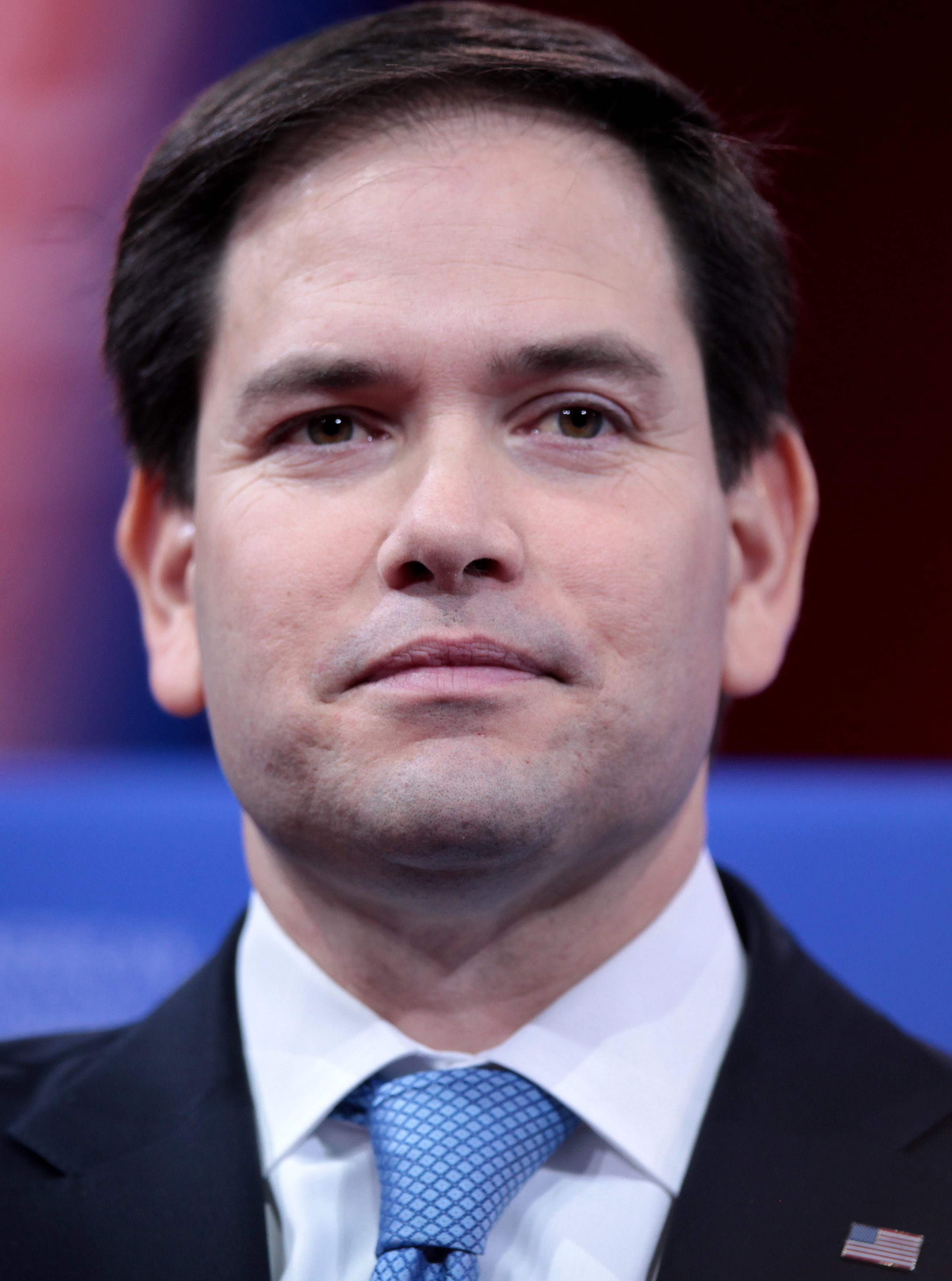
Marco Rubio
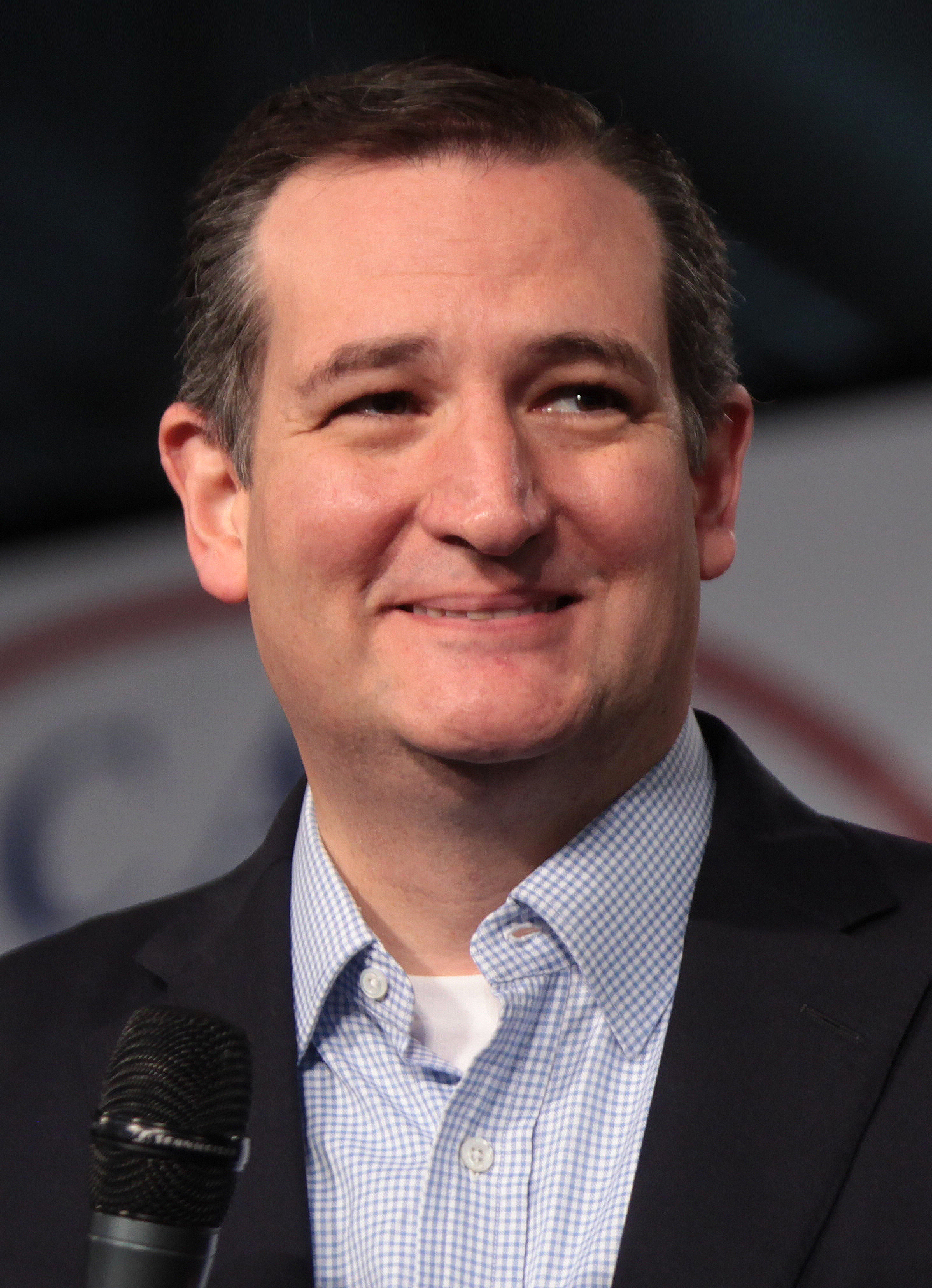
Ted Cruz
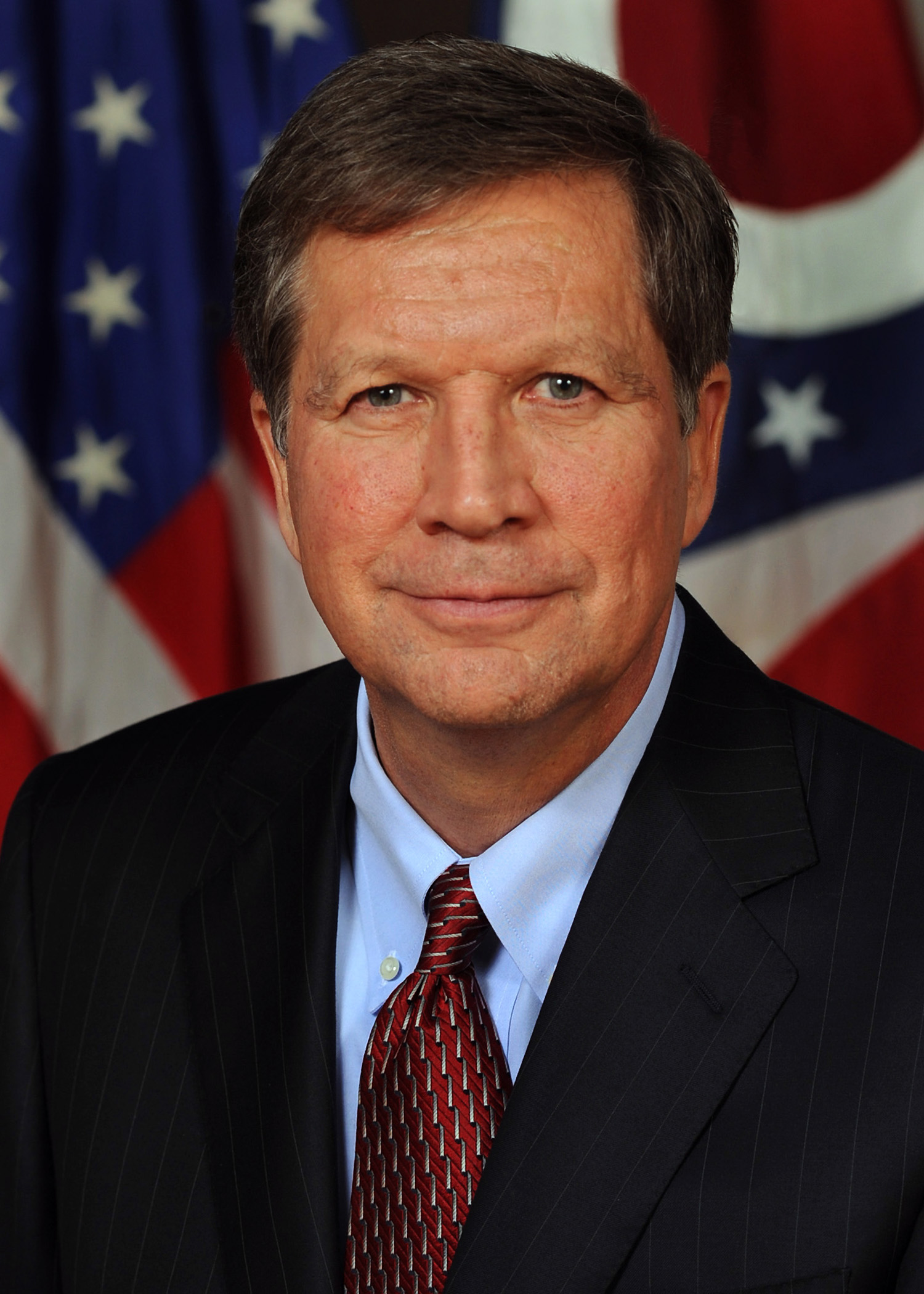
John Kasich

- Rick Perry, cựu Thống đốc bang Texas (Bỏ cuộc ngày 11 Tháng 9 năm 2015)[25][26]
- Scott Walker, Thống đốc bang Wisconsin (Bỏ cuộc ngày 21 tháng 9 năm 2015) [27]
- Bobby Jindal, Thống đốc bang Louisiana và cựu nghị sĩ (Bỏ cuộc ngày 17 Tháng 11 năm 2015) [28]
- Lindsey Graham, Thượng nghị sĩ và cựu nghị từ South Carolina (Bỏ cuộc ngày 21 tháng 12 năm 2015) [29]
- George Pataki, cựu thống đốc New York (Bỏ cuộc ngày 29 tháng 12 năm 2015)[30]
- Mike Huckabee, cựu thống đốc Arkansas (Bỏ cuộc ngày 01 tháng 2 năm 2016)[31]
- Rand Paul, Thượng nghị sĩ từ Kentucky (Bỏ cuộc ngày 3 tháng 2 năm 2016)[32]
- Rick Santorum, cựu thượng nghị sĩ và dân biểu từ Pennsylvania (Bỏ cuộc ngày 03 tháng 2 năm 2016)[33]
- Chris Christie, Thống đốc New Jersey (Bỏ cuộc ngày 10 tháng 2 năm 2016) Ngày 26 tháng 2 năm 2016 Christie chính thức tuyên bố ủng hộ Donald Trump, như vậy ông là người đầu tiên trong giới "quan chức đảng" của đảng Cộng hòa cho là Trump xứng đáng đại diện Đảng tranh cử.[34]
- Carly Fiorina, cựu CEO của Hewlett-Packard và ứng cử viên cho Thượng viện Mỹ vào năm 2010 tại California (Bỏ cuộc ngày 10 Tháng Hai năm 2016)[35][36]. Bà được Ted Cruz chọn làm ứng cử viên phó Tổng thống vào ngày 27 tháng 4 năm 2016, trước khi ông chính thức được chọn làm ứng viên đại diện cho đảng Cộng Hòa cuộc đua tổng thống.[37]
- Jim Gilmore, cựu thống đốc Virginia và ứng cử viên cho Thượng viện Mỹ vào năm 2008 (Bỏ cuộc ngày 12 tháng 2 năm 2016)[38]
- Jeb Bush, cựu Thống đốc bang Florida, con trai của cựu Tổng thống George H. W Bush và em trai của cựu Tổng thống George W. Bush (Bỏ cuộc ngày 20 tháng 2 năm 2016) [39]
- Ben Carson, một bác sĩ giải phẫu thần kinh về hưu (Bỏ cuộc ngày 4 tháng 3 năm 2016) [40][41]
- Marco Rubio, Thượng nghị sĩ bang Florida (Bỏ cuộc ngày 15 tháng 3 năm 2016)[42]
- Ted Cruz, Thượng nghị sĩ từ bang Texas (Bỏ cuộc ngày 3 tháng 5 năm 2016)[15]
- John Kasich, Thống đốc của bang Ohio và cựu nghị sĩ (Bỏ cuộc ngày 4 tháng 5 năm 2016)[43]

### Đảng Tự do
Công bố ứng cử

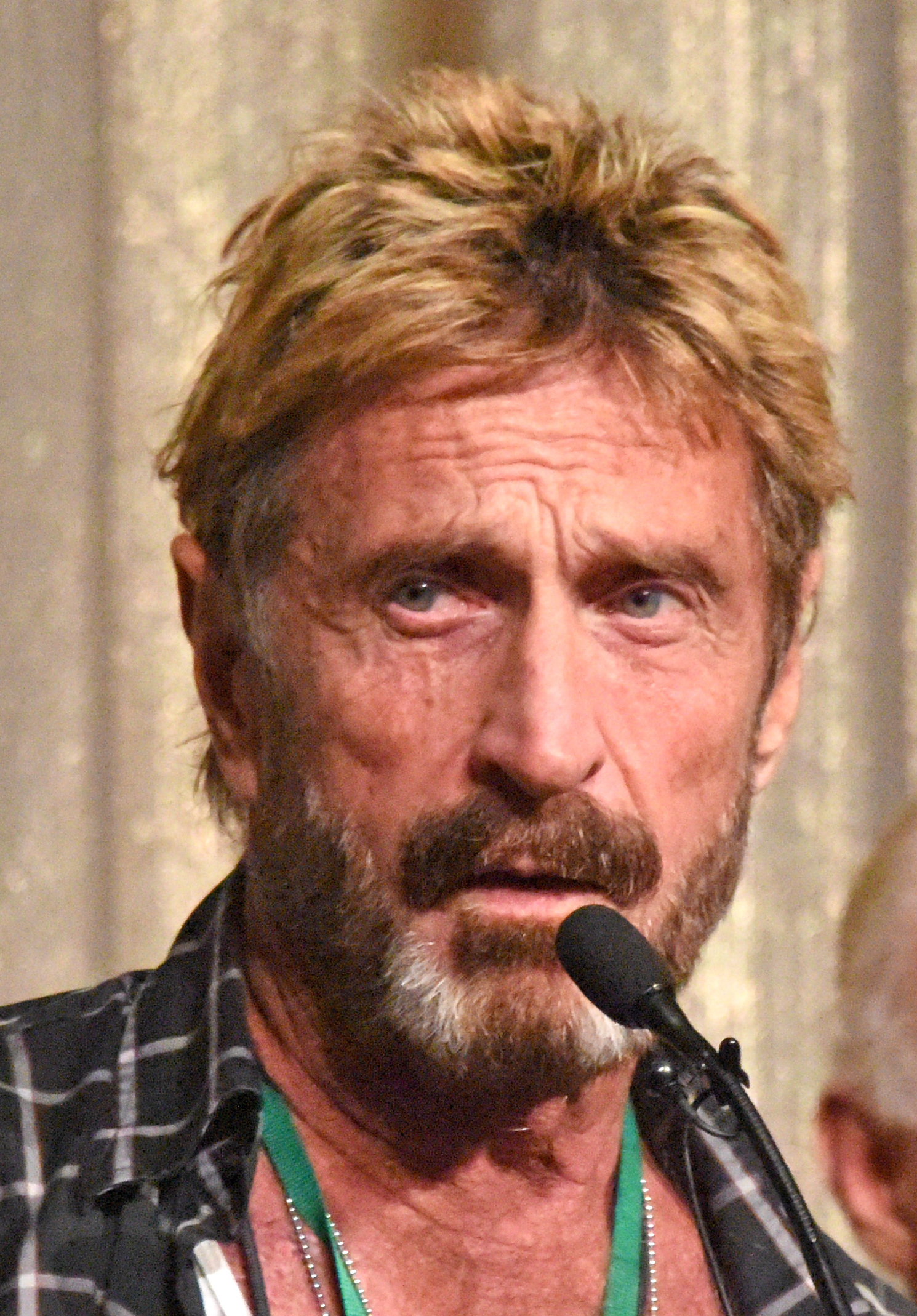
John McAfee
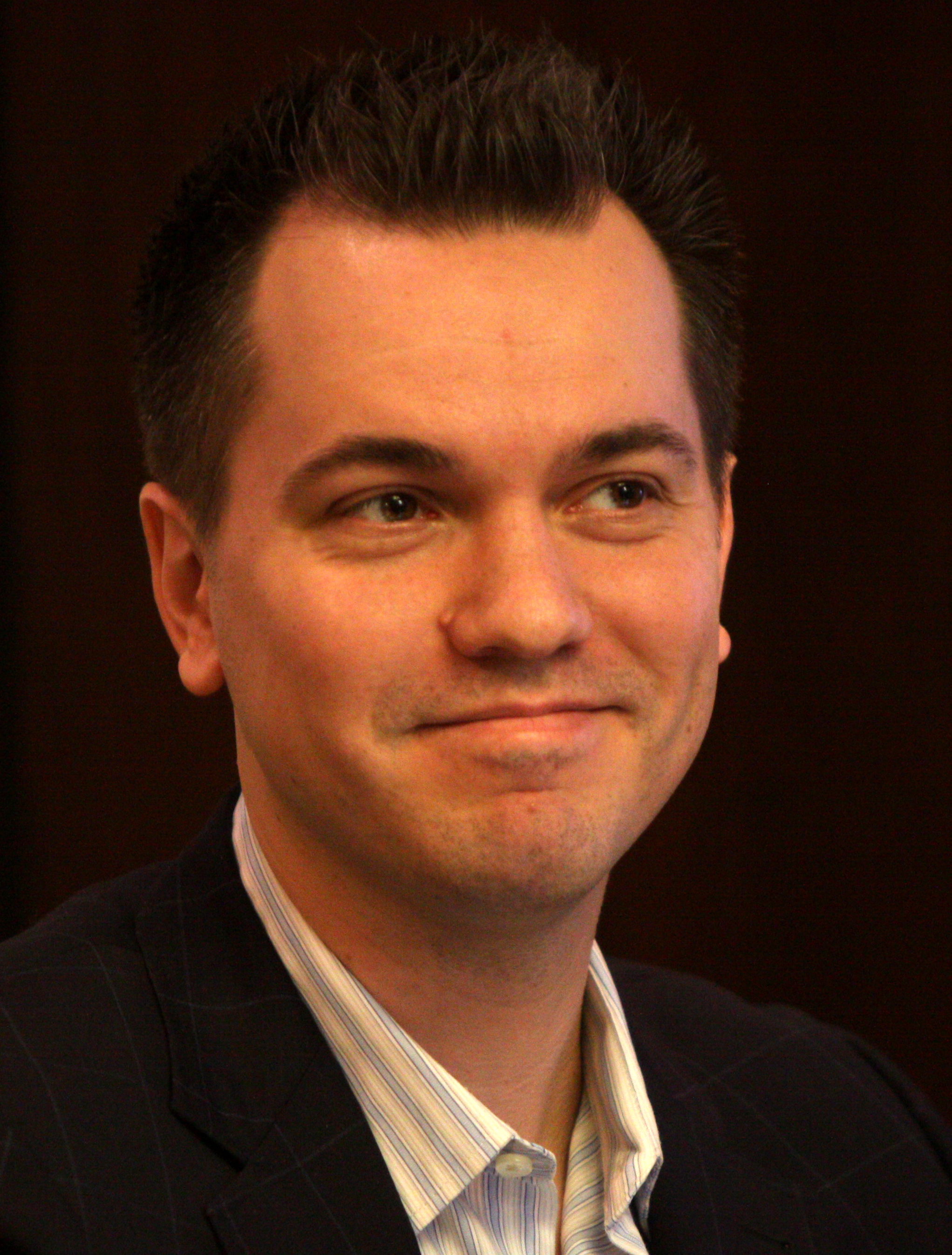
Austin Petersen
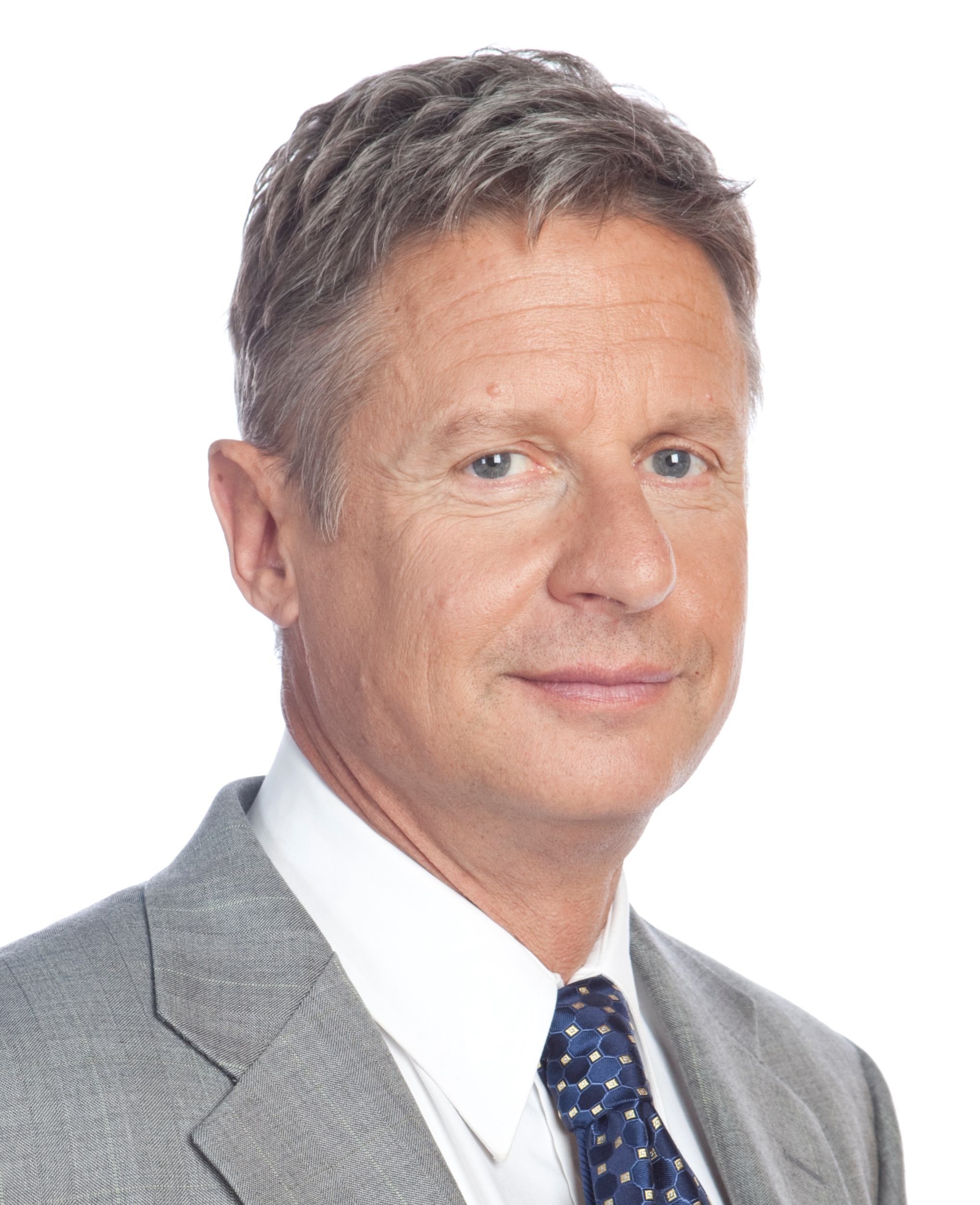
Gary Johnson

- John McAfee, Doanh nhân Bảo mật máy tính[44]
- Austin Petersen, một nhà hoạt động chính trị từ Missouri
- Gary Johnson, cựu Thống đốc New Mexico (đảng Cộng hòa)[45]

### Đảng Xanh
Công bố ứng cử
- Jill Stein, Bác sĩ và ứng cử viên tổng thống đảng Xanh 2012[46]

## Kết quả cuộc bỏ phiếu sơ bộ các đảng
Các cuộc bỏ phiếu sơ bộ trong các đảng đã bắt đầu từ ngày 1 tháng 2, đầu tiên tại bang Iowa. Ngày Siêu thứ ba đã được tổ chức vào ngày 1 tháng 3. Sau cuộc bỏ phiếu sơ bộ ở Indiana vào ngày 3 tháng 5, bên đảng Dân Chủ mặc dù Bernie Sanders thắng ở đó, qua tổng số phiếu đạt được hiện thời ông không còn hy vọng thay đổi tình hình. Còn về phia đảng Cộng Hoà, Ted Cruz và John Kasich đã bỏ cuộc, sau khi Trump thắng cử ở Indiana và dành hết 51 số phiếu. Cũng nhờ vậy, việc Trump sẽ đạt được đa số phiếu được coi như là chắc chắn, các lãnh tụ đảng không còn lý do đề chọn một ứng cử viên khác. Hiện thời, theo tính toán của AP và CNN vào ngày 7 tháng 6, Hillary Clinton được tổng cộng 2384 phiếu (tính cả 572 trong số 712 phiếu "superdelegates"), đủ phiếu để được chọn ra tranh cử, Bernie Sanders được 1533, vẫn còn hy vọng là sẽ thay đổi được ý kiến của các superdelegates. Còn ở đảng Cộng hòa, theo AP vào ngày 26 tháng 5, Donald Trump được 1238, đủ phiếu để được chọn làm ứng viên chính thức, Ted Cruz 565, John Kasich 153 phiếu, cả hai người sau đều đã bỏ cuộc. Để được đại diện đảng tranh cử ứng cử viên đảng Dân chủ cần 2.383, còn đảng Cộng hòa 1.237.

### Đảng Cộng Hòa

#### Chia rẽ nội bộ đảng Cộng hòa
Việc Donald Trump được đề cử để trở thành ứng cử viên tổng thống đại diện cho đảng Cộng hòa đưa tới sự chia rẽ nội bộ đảng này. Nhiều nhân vật trong đảng từ chối ủng hộ chính thức Trump, vì cho là ông không thích hợp với vai trò tổng thống. Trong số đó có:
- George H. W. Bush (Bush cha), tổng thống từ 1989 tới 1993
- George W. Bush (Bush con), tổng thống từ 2001 tới 2009
- John McCain, ứng cử viên tổng thống năm 2008
- Mitt Romney, ứng cử viên tổng thống năm 2012
- Jeb Bush, Lindsey Graham và Rick Santorum, ứng viên tổng thống sơ bộ 2016
- Ben Sasse, thượng nghị sĩ Nebraska (ông tìm một ứng viên khác)
- Dean Heller, thượng nghị sĩ Nevada
- Paul Ryan, chủ tịch hạ viện ("chưa sẵn sàng để ủng hộ Trump")

Trong khi đảng Cộng hòa cần phải đổi mới để lôi cuốn phần đông cử tri phụ nữ, người Latinh và người da đen để đạt được đa số phiếu, lối tranh cử của Trump gây ấn tượng là đảng này chỉ đại diện cho người da trắng.

#### Cử tri bầu sơ bộ cho Trump
Theo một thăm dò của CNN, cử tri đảng Cộng hòa bầu sơ bộ cho Trump, đa số là người da trắng, 50% là đàn ông so với 44% đàn bà, phần đông những người trên 45 tuổi, 44% có bằng cử nhân (ở Mỹ, 1/3 người da trắng, còn tính chung 29% có bằng cử nhân), có lợi tức 72.000 đô la Mỹ mỗi năm (người Mỹ trung bình 56.000 đô la Mỹ). Họ cảm thấy bất lực, từ đó sinh ra giận dữ và phản kháng. Họ có khuynh hướng không khoan dung và kỳ thị chủng tộc hơn cử tri bầu các ứng viên khác.
Nói chung cử tri bầu sơ bộ cho Trump là giới trung lưu, có lợi tức, và học vấn trên mức trung bình và là người da trắng. Họ thuộc giới được ưu tiên ở Hoa Kỳ. Mặc dù vậy họ giận dữ và lo sợ mất việc làm, rồi mất của cải, trở thành những người thua cuộc. Họ bi quan, không còn tin vào "giấc mộng Hoa Kỳ" nữa.

## Tâm trạng người dân Hoa Kỳ
Theo Richard Haas, Giám đốc think tank "Hội đồng về quan hệ ngoại quốc" (Council on Foreign Relations), tâm trạng đa số tại nước Mỹ thời gian này là sự lo lắng bao trùm, nếu không muốn nói là sự tức giận tuyệt đối. Sự giận dữ nhằm vào Phố Wall, người Hồi Giáo, các hiệp định thương mại, Washington, các vụ bắn súng của cảnh sát, Tổng thống Barack Obama, Đảng Cộng hòa, người nhập cư và các mục tiêu khác. Nhiều người sợ rằng việc làm của họ sẽ biến mất bởi sự cạnh tranh từ nước ngoài, các công nghệ mới, hoặc được chuyển sang các nước khác. Một lượng lớn người Mỹ đang sống lâu hơn, nhưng lo lắng, vì họ đã không thể để ra một khoản tiết kiệm cần thiết nhằm đảm bảo việc nghỉ hưu của họ sẽ cho phép họ được sống một cách thoải mái cho đến tuổi già. Một số đang phải chi trả các khoản bảo hiểm y tế mà trước đây họ đã từng tránh được do những quy định trong chính sách cải cách được ban hành dưới thời ông Obama. Vấn đề bất bình đẳng cũng là chủ đề gây chú ý. Điều này gây ra sự giận dữ thực sự, nhưng vấn đề không nằm nhiều ở sự bất bình đẳng (điều dù đang tệ đi nhưng không mới) mà là ở sự giảm đi các cơ hội. Giấc mơ Mỹ đang nhường đường cho ý thức giai cấp – một sự thay đổi sâu sắc đối với đất nước vốn được thiết lập dựa trên lý tưởng rằng bất kỳ người nào cũng có thể cải thiện được vận mệnh của mình nếu chăm chỉ làm việc. Còn có một sự bất an về mặt thể chất, có thể là bởi các tội phạm hoặc nỗi lo sợ khủng bố. Trong nhiều cộng đồng còn có mối quan ngại về việc nền văn hóa và xã hội sẽ đi về đâu. Các quan ngại về khả năng chi trả cho người về hưu và chăm sóc y tế sẽ gây nhiều khó khăn hơn nữa cho việc cải cách phúc lợi, và sự mở rộng các phúc lợi sẽ làm tăng nợ quốc gia tới mức kỷ lục. Tự do thương mại được cho là chịu trách nhiệm cho tình trạng mất việc làm và nhận được ngày càng ít sự ủng hộ dù tạo ra nhiều lựa chọn hơn cho người tiêu dùng và giúp tăng cường vị thế chiến lược của Mỹ trên khắp thế giới. Nhập cư, một phần quan trọng trong di sản đất nước và là một nguồn mang lại những tài năng quý giá, hiện giờ là chủ đề gây nhiều tranh cãi đến mức viễn cảnh cải tổ trở nên mờ mịt. Tâm trạng của nước Mỹ có thể cũng làm tăng sự tập trung vào các vấn đề trong nước của các quan chức. Vốn đã chán nản với sự can dự ở nước ngoài – hệ quả của những can thiệp ở Iraq và Afghanistan, những hành động tốn kém nhiều hơn những gì thu được – nhiều người Mỹ giờ đây nghi ngờ về những gì mà nước Mỹ có thể đạt được ở nước ngoài. Họ cảm thấy chán ngán với những đồng minh được xem là không chia sẻ gánh nặng chung một cách công bằng, và họ ngày càng trở nên tin tưởng rằng chính phủ cần phải tập trung ít hơn vào thế giới bên ngoài và thay vào đó cần chú ý hơn tới việc khắc phục các vấn đề của nước Mỹ.
Tâm trạng hoài nghi chính trị trong người dân Hoa Kỳ đang gia tăng khi mức độ bất bình đẳng thu nhập ngày càng bị nới rộng, nền báo chí mất cân bằng, tiền chi cho các hoạt động vặn động tranh cử tuy không chảy vào túi các quan chức tham nhũng nhưng lại chảy vào các hoạt động quảng cáo - điều làm gia tăng sự ảnh hưởng của các nhà tài trợ, những người đang thao túng cuộc bầu cử. Người dân Mỹ cho rằng lá phiếu của họ có quá ít sức mạnh nếu so với tầm ảnh hưởng của các lá phiếu từ giới nhà giàu nên họ không đi bầu và khả năng các ứng cử viên duy trì lời hứa là không cao. Theo GS. Jefferey Frankel từ Đại học Harvard thì biện phán khắc phục khiếm khuyết trên là đi bầu cử để tạo ra sự cải cách.

## Cuộc bầu cử khác thường và gây chia rẽ
Cuộc bầu cử tổng thống năm 2016 được xem là cuộc bầu cử khác thường nhất, khốc liệt và gây chia rẽ nhất trong lịch sử Hoa Kỳ.
Cuộc bầu cử đan xen với những thuyết âm mưu và những tranh luận gay gắt và chỉ trích cá nhân, cả đời tư cá nhân giữa các đối thủ và người ủng hộ.
Khác với những cuộc bầu cử trước, thường là các cơ quan truyền thông đại chúng trung lập, nhưng trong cuộc bầu cử năm nay, nhiều báo chí và đài truyền hình uy tín tại Hoa Kỳ đã công khai ủng hộ đại biểu của mình và "phân cực tới nỗi không thể chấp nhận được."

## Hứa hẹn 2 ứng cử viên chính

### Thuế
- Hillary Clinton: Sẽ đánh thuế những người kiếm được nhiều tiền nặng hơn. Số tiền thu thêm được sẽ lên khoảng 1,1 ngàn tỷ USD. Số tiền này sẽ được dùng vào việc chăm sóc trẻ em.
- Donald Trump: Hứa sẽ giảm thuế xuống.  Những người giàu và trung lưu sẽ được hưởng lợi từ chương trình này, trong 10 năm sẽ cắt giảm ngân sách 9,5 ngàn tỷ đô la.

### Đối ngoại
- Hillary Clinton: Đặt nặng sự liên tục và tin cậy. Bà tuy nhiên sẵn sàng hơn so với TT Obama dùng quân sự để bảo vệ lợi ích của Mỹ như việc lập vùng cấm bay ở Syria.
- Donald Trump: Theo chủ nghĩa "nước Mỹ trên hết". Ông ta muốn làm cho đồng minh và kẻ thù không thể đoán được nước đi của Mỹ, chấp thuận tra tấn và nghĩ là sẽ làm việc chung tốt đẹp với Putin.

### Tự do thương mại
- Hillary Clinton: Chỉ trích hiệp ước Tự do thương mại, cho là nó cần phải sửa đổi vì lợi ích giới trung lưu.
- Donald Trump: Muốn thay đổi toàn thể hệ thống thương mại quốc tế, hủy bỏ những hiệp ước Tự do thương mại, phạt thuế đối với Trung Quốc nhằm bù đắp thâm hụt thương mại Hoa Kỳ phải gánh chịu.

### Năng lượng
- Hillary Clinton: Tiếp tục chương trình cải tổ về năng lượng để làm giảm việc khí hậu thay đổi. Cải tiến việc dùng năng lượng gió và mặt trời, chấm dứt việc đốt than đá.
- Donald Trump: Đặt trọng tâm vào năng lượng lấy được từ thủy lực cắt phá và sẽ dùng than đá trở lại.

### Di dân
- Hillary Clinton: đòi ngưng việc trục xuất những gia đình di dân bất hợp pháp. Một cải tổ về di dân tạo cơ hội cho những người này có thể ở lại và một phần sẽ được trở thành công dân Mỹ.
- Donald Trump: Muốn ngăn ngừa việc di dân bất hợp pháp, sẽ trục những thành phần này về và chỉ chấp nhận người di cư hợp pháp, xây dựng một bức tường làm ranh giới giữa Mexico và Mỹ.[55]

## Bầu cử quốc hội
Bên cạnh cuộc bầu cử tổng thống, 1/3 số ghế Thượng viện cũng được bầu cho nhiệm kỳ 6 năm. Ngoài ra tất cả 435 ghế hạ viện cũng được bầu lại. Đảng Cộng hòa hiện giữ đa số tại thượng viện với tỷ lệ 54/100 ghế.

## Kết quả
Ngày 9 tháng 11 năm 2016, lúc 3:00 sáng giờ miền Đông, Donald Trump được bầu chọn với hơn 270 phiếu đại cử tri, đảm bảo thắng cử. Đa số 538 đại cử tri trong cử tri đoàn, đủ để làm cho ông chắc chắn đắc cử tổng thống của Hoa Kỳ.  Một phụ tá cho Trump nói Clinton gọi điện thoại cho Trump vào sáng sớm thứ Tư, thừa nhận thất bại. Clinton kêu gọi những người ủng hộ mình chấp nhận kết quả và hy vọng rằng Trump sẽ là "một tổng thống thành công cho tất cả người Mỹ."  Trong bài phát biểu chiến thắng của ông Trump kêu gọi sự đoàn kết nói "đó là thời gian để chúng ta đến với nhau như một người thống nhất" và ca ngợi Clinton, người đã nợ "một sự biết ơn lớn đối với những nghĩa vụ của mình cho đất nước của chúng ta." 
Trong con số 231,56 triệu người có quyền bỏ phiếu thì chỉ có 1/4 bỏ phiếu cho Trump (25,5 %) và Clinton 25,6 %. 2% cho 4 ứng viên còn lại, 46,9 % không đi bầu.
| Ứng cử viên tổng thống | Đảng phái    | Tiểu bang quê hương | Phiếu phổ thông | Phiếu phổ thông | Phiếu đại cử tri | Ứng cử viên liên danh | Tiểu bang quê hương của ứng cử viên liên danh | Số phiếu đại cử tri của ứng cử viên liên danh |
| Ứng cử viên tổng thống | Đảng phái    | Tiểu bang quê hương | Số phiếu        | %               | Phiếu đại cử tri | Ứng cử viên liên danh | Tiểu bang quê hương của ứng cử viên liên danh | Số phiếu đại cử tri của ứng cử viên liên danh |
| ---------------------- | ------------ | ------------------- | --------------- | --------------- | ---------------- | --------------------- | --------------------------------------------- | --------------------------------------------- |
| Donald Trump           | Cộng hòa     | New York            | 62,984,825      | 46.01%          | 306              | Mike Pence            | Indiana                                       | 306                                           |
| Hillary Clinton        | Dân chủ      | New York            | 65,853,561      | 48.02%          | 232              | Tim Kaine             | Virginia                                      | 232                                           |
| Gary Johnson           | Tự do        | New Mexico          | 4,276,809       | 3.26%           | 0                | William Weld          | Massachusetts                                 | 0                                             |
| Jill Stein             | Xanh         | Massachusetts       | 1,308,502       | 1.69%           | 0                | Ajamu Baraka          | Illinois                                      | 0                                             |
| Evan McMullin          | Độc lập      | Utah                | 513,811         | 0.38%           | 0                | Mindy Finn            | Quận Columbia                                 | 0                                             |
| Darrell Castle         | Hiến pháp    | Tennessee           | 186,886         | 0.37%           | 0                | Scott Bradley         | Utah                                          | 0                                             |
| Tổng số                | Tổng số      | Tổng số             | 130,886,660     | 100%            | 538              |                       |                                               | 538                                           |
| Cần để thắng           | Cần để thắng | Cần để thắng        | Cần để thắng    | Cần để thắng    | 270              |                       |                                               | 270                                           |

| \| Phiếu phổ thông \| Phiếu phổ thông \| Phiếu phổ thông \| Phiếu phổ thông \| Phiếu phổ thông \| \| --------------- \| --------------- \| --------------- \| --------------- \| --------------- \| \| \| \| \| \| \| \| Clinton \| Clinton \| \| 47.62% \| 47.62% \| \| Trump \| Trump \| \| 46.88% \| 46.88% \| \| Johnson \| Johnson \| \| 3.26% \| 3.26% \| \| Stein \| Stein \| \| 0.99% \| 0.99% \| \| McMullin \| McMullin \| \| 0.38% \| 0.38% \| \| Khác \| Khác \| \| 0.37% \| 0.37% \| |          |  |        |        |
| Phiếu phổ thông |          |  |        |        |
| |          |  |        |        |
| Clinton | Clinton  |  | 47.62% | 47.62% |
| Trump | Trump    |  | 46.88% | 46.88% |
| Johnson | Johnson  |  | 3.26%  | 3.26%  |
| Stein | Stein    |  | 0.99%  | 0.99%  |
| McMullin | McMullin |  | 0.38%  | 0.38%  |
| Khác | Khác     |  | 0.37%  | 0.37%  |

| \| Phiếu đại cử tri \| Phiếu đại cử tri \| Phiếu đại cử tri \| Phiếu đại cử tri \| Phiếu đại cử tri \| \| ---------------- \| ---------------- \| ---------------- \| ---------------- \| ---------------- \| \| \| \| \| \| \| \| Trump \| Trump \| \| 56.88% \| 56.88% \| \| Clinton \| Clinton \| \| 43.12% \| 43.12% \| |         |  |        |        |
| Phiếu đại cử tri |         |  |        |        |
| |         |  |        |        |
| Trump | Trump   |  | 56.88% | 56.88% |
| Clinton | Clinton |  | 43.12% | 43.12% |

Chiến thắng của Trump, trái ngược với hầu hết các dự báo trước bầu cử,  đã được mô tả như là một 'nỗi buồn' và 'gây sốc' với giới truyền thông.   Ở tuổi 70 tuổi, Trump trở thành người già nhất được bầu với nhiệm kỳ đầu tiên làm tổng thống, vượt Ronald Reagan, người đã 69 tuổi khi chiến thắng trong cuộc bầu cử năm 1980. Cùng với Bill Clinton và George W. Bush trước đây, Trump sinh vào năm 1946; đây là lần đầu tiên có cả ba tổng thống sinh cùng 1 năm. Trump sẽ trở thành tổng thống thứ năm được sinh ra tại bang New York, sau Martin Van Buren, Millard Fillmore, Theodore Roosevelt và Franklin D. Roosevelt; và tổng thống thứ hai sinh ra tại thành phố New York sau Theodore Roosevelt. Trump cũng sẽ trở thành tổng thống thứ tư, sau James K. Polk trong năm 1844, Tổng thống Woodrow Wilson trong năm 1916 và Richard Nixon trong năm 1968, để giành chiến thắng một cuộc bầu cử bất chấp thua tại bang nhà. Trump sẽ trở thành tổng thống thứ năm, sau John Quincy Adams trong năm 1824, Rutherford B. Hayes trong năm 1876, Benjamin Harrison trong năm 1888, và George W. Bush trong năm 2000, để giành chiến thắng nhiệm kỳ tổng thống mặc dù không giành được số phiếu phổ thông. Trump cũng đã trở thành người đầu tiên kể từ Dwight D. Eisenhower trong năm 1952, được bầu làm tổng thống mà không cần phải được bầu vào bất kỳ văn phòng khác trước đây, và các cá nhân chỉ được bầu làm tổng thống mà không cần bất kỳ kinh nghiệm chính trị hay quân sự trước đó.

### Phản ứng
- Tại nhiều thành phố Mỹ hàng ngàn người dân xuống đường phản đối ứng viên đắc cử Donald Trump. Tại Los Angeles hàng trăm người chống đối Trump chặn một trong những đường cao tốc lớn nhất, highway 101 gây kẹt xe hàng cây số. Tại thành phố đại học Berkeley, Bắc California hơn 2000 học sinh bỏ học vào sáng thứ tư và cùng với giáo viên xuống đường mang theo biểu ngữ. Tại thành phố Portland ở Oregon khoảng 300 người biểu tình chận đường xe hơi và xe điện tại trung tâm thành phố. Tại New York vào tối thứ 4 hàng ngàn người biểu tình với biểu ngữ "Không phải tổng thống của tôi" phản đối tổng thống tương lai. Tại Manhattan, cả Madonna, Cher và nhà làm phim tài liệu Michael Moore („Trumpland") tham dự vào cuộc biểu tình. Người biểu tình trước tòa nhà Trump-Tower ở New York hô hào „New York hates you" (New York ghét ông) và "Chúng tôi không chấp nhận tổng thống được chọn". Một người phụ nữ che mặt giơ biển "Tôi là một phụ nữ Hồi giáo và lo sợ." Các cuộc biểu tình xảy ra yên bình, tuy nhiên nhiều người ủng hộ Trump cũng xuất hiện và la hét đối nghịch. Trước tòa Nhà Trắng mặc dù đêm đông lạnh hàng trăm người thắp nến phản đối.[67]
- Chỉ một ngày sau bầu cử tổng thống, hai viện Quốc hội California đưa ra một tuyên bố chung: "Sáng nay thức dậy, chúng tôi cảm thấy mình như đang sống ở nước khác, vì hôm qua người dân Mỹ đã tỏ bày quan điểm của họ về một xã hội đa nguyên và dân chủ không phù hợp với những giá trị của người dân California....Dân chúng California, tiểu bang lớn nhất trong liên bang, bằng lương tri của họ, bác bỏ chủ trương chính trị dựa trên phẫn uất, mù quáng và kỳ thị giới tính. Đây là đất của công lý và cơ hội cho mọi người, mọi tuổi tác và ước vọng, dù diện mạo thế nào, sống ra sao hay nói ngôn ngữ gì." [68]

### Báo chí phê bình
- Ban biên tập báo "New York Times" viết "sau một năm rưỡi với những Tweets thất thường và những câu nói lăng nhăng, chúng ta không biết ông ta có khả năng tập trung vào một vấn đề nào, để có được một lời giải bằng lý trí." Bài báo cũng nghi ngờ việc đảng Cộng hòa có thể kiềm chế được những bốc đồng đầy thù hận của Trump và đưa tới kết luận: "Hoa Kỳ đang đứng trước thềm vực thẳm." (That change has now placed the United States on a precipice.) [69][70]
- David Remnick phê bình trên tờ The New Yorker, việc Donald Trump đắc cử tổng thống không khác gì một bi kịch đối với nền cộng hòa Mỹ, một bi kịch đối với hiến pháp Mỹ, và một chiến thắng đối với các lực lượng, trong nước và ngoài nước, của chủ nghĩa bản địa bài ngoại, chủ nghĩa chuyên chế, sự kỳ thị nữ giới, và phân biệt chủng tộc.[71]
- Phó ban biên tập báo TAZ, Đức - Babara Junge, lớn lên ở Washington, chuyên gia về nước Mỹ: "Donald Trump đã hứa hẹn thù hận. Ông ta sẽ thực hiện những điều đó." [72]
- Báo Le Monde trong bài ngỏ của ban biên tập rút kinh nghiệm từ chiến thắng của Trump: "Các đảng truyền thống phải luôn đề phòng, vì những người đại diện cho "những lá phiếu của những người phản đối giận dữ", cho dù là Trump hay là người nào tương tự ở châu Âu sẽ không có ý tưởng để mà giải quyết được những vấn đề phức tạp." [70]

### Quốc tế
- Nữ ngoại trưởng Mexico Claudia Ruiz Massieu nói trên đài truyền hình Televisa: "Quan hệ Mỹ-Mexico không chấm dứt với chiến thắng của Trump." [73]
- Nữ thủ tướng Angela Merkel bày tỏ, Đức và Mỹ liên kết với nhau qua những giá trị chung, đó là dân chủ, tự do, sự tôn trọng đối với luật pháp và phẩm giá của con người không phân biệt nguồn gốc, màu da, tôn giáo, giới tính và khuynh hướng tình dục hay quan điểm chính trị. "Trên căn bản của những giá trị này tôi mời tổng thống tương lai của Mỹ, Donald Trump, cùng làm việc gắn bó." [74]
- Việc Donald Trump đắc cử tổng thống Mỹ khiến mọi cuộc đàm phán thương mại giữa Mỹ và Liên minh châu Âu sẽ bị tạm ngừng.[75]

### Giới nổi tiếng
Hàng loạt ngôi sao nổi tiếng Hollywood từng lên tiếng ủng hộ Hillary Clinton trước đây đều chia sẻ cảm xúc thất vọng trên trang cá nhân. Ca sĩ Katy Perry bày tỏ tinh thần chiến đấu: "Đừng ngồi yên mà khóc. Hãy hành động. Chúng ta không phải một quốc gia để hận thù lãnh đạo chúng ta" và "Tối nay cha mẹ tôi đã bỏ phiếu cho Trump. Nhưng mà các bạn biết gì không? Chúng tôi vào lễ Tạ ơn vẫn ngồi chung bàn với nhau,"  Lady Gaga đã khóc trong xe ô tô tại thành phố New York.

## Dính líu của Nga
Ngày 09 tháng 12, Cơ quan Tình báo Trung ương (CIA) đã ban hành một đánh giá cho các nhà lập pháp tại Thượng viện Hoa Kỳ, nói rằng một thực thể Nga hack Ủy ban quốc gia đảng Dân chủ (DNC) và chủ tịch chiến dịch tranh cử của bà Hillary Clinton, ông John Podesta để giúp Donald Trump. Cục Điều tra Liên bang (FBI) cũng đồng quan điểm. Tổng thống Barack Obama ra lệnh điều tra về vụ can thiệp này.
Liên quan tới việc cáo buộc Nga chịu trách nhiệm cho loạt tấn công mạng nhằm vào các tổ chức chính trị của Mỹ trong cuộc bầu cử tổng thống này, ngày 28-12, tổng thống Barack Obama phát lệnh trục xuất 35 nghi phạm gián điệp của Nga và áp lệnh trừng phạt với 4 quan chức cao cấp của hai cơ quan tình báo Nga. Bộ ngoại giao Mỹ cũng tuyên bố đóng cửa hai cơ sở giải trí ở New York và Maryland, cho rằng chúng đã được sử dụng cho các hoạt động tình báo của Nga. Chính quyền Mỹ cũng công khai các mẫu phần mềm mã độc và các chứng cứ khác tố cáo hoạt động tấn công mạng của Nga, trong đó có cả các địa chỉ mạng máy tính thường được hacker Nga sử dụng trong các cuộc tấn công.